# Première dynastie de Babylone
Pour des articles plus généraux, voir Babylone (civilisation) et Période paléo-babylonienne.
Sauf précision contraire, les dates de cet article sont sous-entendues « avant l'ère commune », c'est-à-dire « avant Jésus-Christ ».
La première dynastie de Babylone a dirigé le royaume centré sur la cité de Babylone pendant trois siècles, de 1880 à 1595 av. J.-C. selon la chronologie moyenne. Comme son nom l'indique, c'est la première à avoir dominé cette cité, et elle en a fait une puissance politique de premier rang. Ce royaume est également connu sous le nom de « paléo-babylonien » (babylonien ancien).
Babylone est mentionnée pour la première fois au XXIVe siècle av. J.-C., dans un texte cunéiforme datant du règne de Shar-kali-sharri, roi de l'empire d'Akkad dont elle fait alors partie. Elle est ensuite un centre administratif de l'empire d'Ur III. La cité n'a pas le prestige de ses voisines du Sud, comme Nippur. Elle ne devient un centre politique important qu'avec l'installation d'une dynastie d'origine amorrite, peuple sémite arrivé en Basse Mésopotamie depuis la Syrie durant les derniers siècles du IIIe millénaire av. J.-C.. Le royaume de Babylone n'est qu'une faible puissance durant le premier siècle de son existence, dont l'histoire politique reste obscure. C'est avec la grande figure de la dynastie, Hammurabi (1792-1750 av. J.-C.) qu'il domine toute la Mésopotamie après une succession de conquêtes. Les souverains de Babylone héritent alors de la longue histoire de la région, de ses traditions administratives, économiques et culturelles, mais leur domination n'est pas durable car leur royaume s’enfonce dans une crise grave, avant d'être achevé par les Hittites, dont la victoire laisse la place à l'implantation d'une dynastie d'origine kassite.
La période de la première dynastie de Babylone prend place dans une période historique moins longue que celle à laquelle elle a donné son nom, la « période paléo-babylonienne » (c. 2004-1595 av. J.-C.), dont elle domine la seconde moitié. Elle est marquée par une grande abondance documentaire, notamment épigraphique, qui apporte de nombreux éclairages sur ses aspects sociaux, économiques, intellectuels et religieux.

## Sources

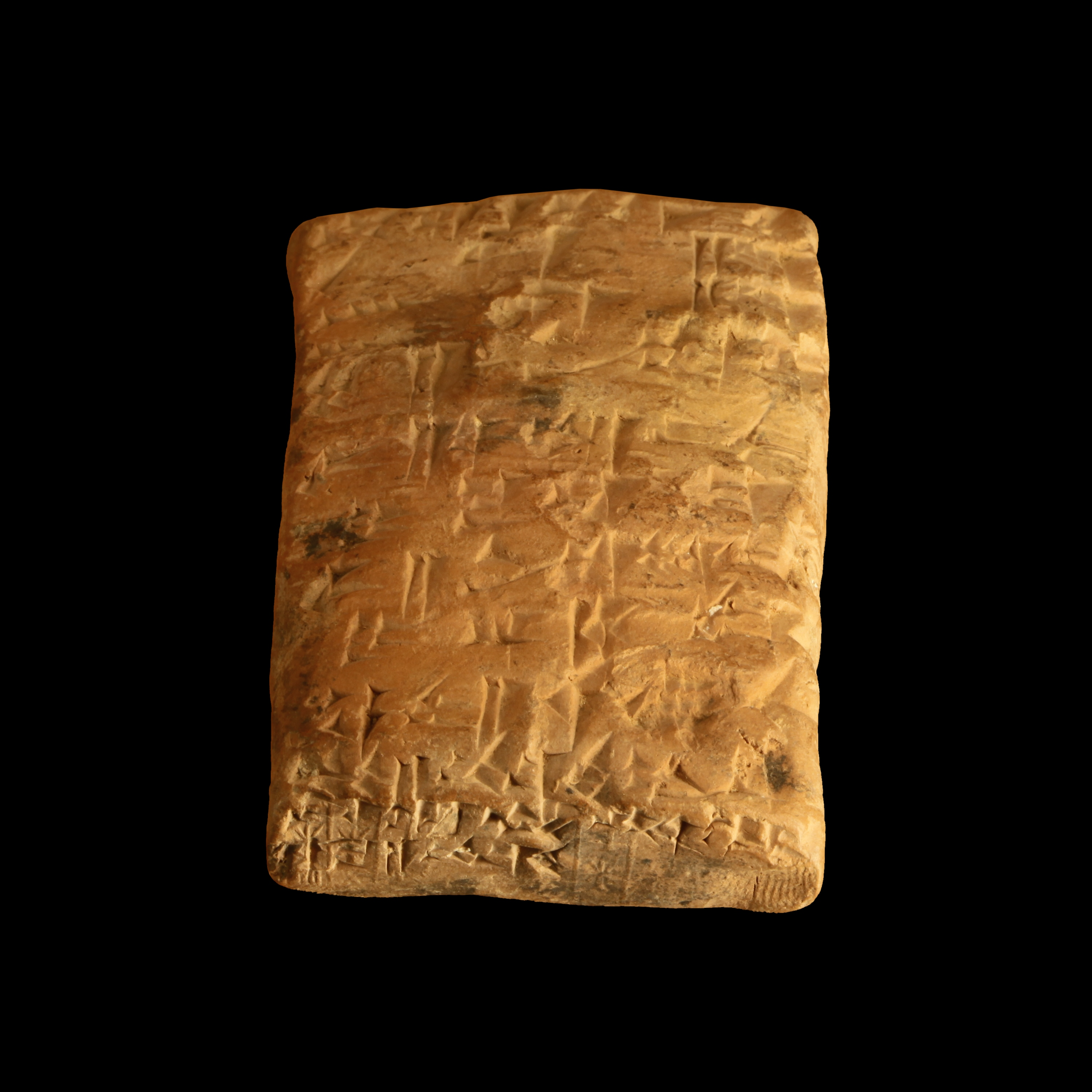
Un exemple de tablette juridique : contrat de location d'un champ, règne d'Abi-eshuh (1711-1684 av. J.-C.), musée des beaux-arts de Lyon.

Les sources disponibles pour reconstituer l'histoire de la première dynastie de Babylone sont similaires à celles mobilisables pour les autres périodes de l'histoire mésopotamienne. Les sources épigraphiques, constituées par des textes cunéiformes rédigés en akkadien et en sumérien et exhumés lors de fouilles archéologiques, sont d'une importance primordiale. D. Charpin a dressé une typologie des sources textuelles disponibles pour cette époque :
- Des textes commémoratifs : noms d'années des rois, qui rapportent les principaux événements qui les ont marqués ; inscriptions royales[1] (dont le fameux Code de Hammurabi) ; hymnes royaux.
- Des documents d'archives : surtout des textes administratifs issus des grandes institutions (temples et palais) et de fonds privés, des textes juridiques (contrats de divers types) et également des lettres.
- Des textes scolaires : listes lexicales servant à l'apprentissage des scribes, copies de textes de nature diverses, dont des textes « littéraires », ainsi que des textes de rituels servant à l'apprentissage des spécialistes religieux (devins, exorcistes, lamentateurs)[2].

Les sources écrites sont essentiellement issues de villes provinciales du royaume babylonien : Sippar, Kish, Ur, Larsa ; ou de royaumes extérieurs en relation avec celui de Babylone, comme les abondantes archives de Mari. Les archives officielles de la cour babylonienne sont donc inconnues pour cette période. Les sources disponibles pour la période paléo-babylonienne (au sens large, c'est-à-dire pour la première moitié du IIe millénaire) sont plutôt abondantes par rapport à d'autres périodes de l'histoire mésopotamienne : elles sont de nature variée, proviennent de nombreux sites ; apparaissent notamment les fonds d'archives privés, alors qu'auparavant les sources provenaient quasiment toutes des institutions.
À ces sources écrites s'ajoutent les sources iconographiques, notamment les différentes sculptures connues pour cette période, et les représentations gravées sur les sceaux-cylindres. Les monuments (palais, temples) et résidences dégagés sur divers sites paléo-babyloniens (Ur, Sippar, Nippur, Harradum, etc.) sont également importants pour la connaissance de cette période.

## Histoire

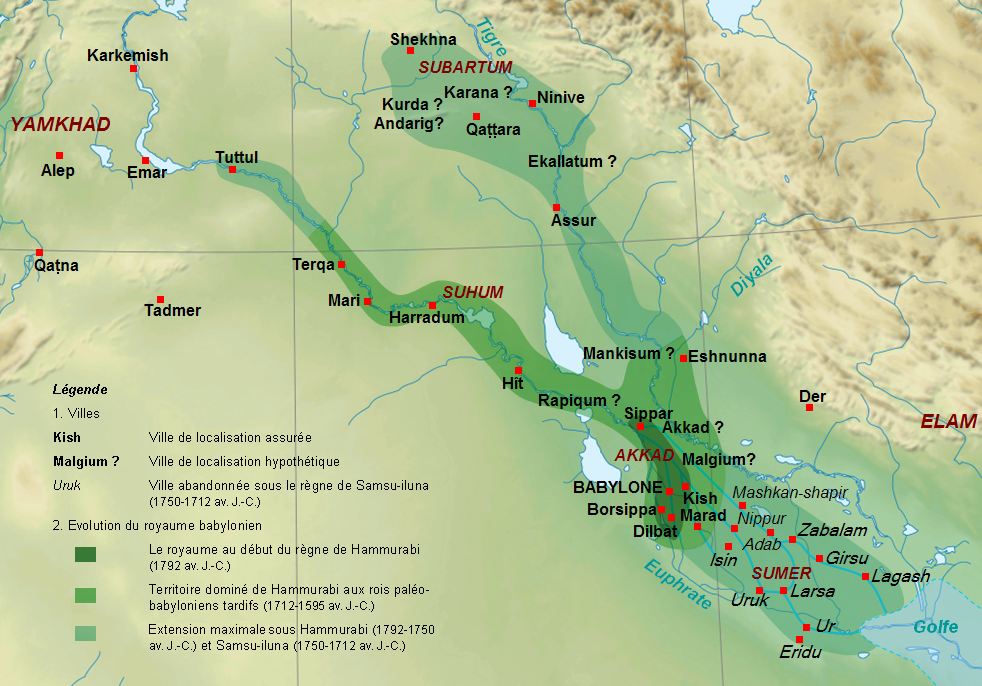
L'extension approximative du royaume babylonien sous le règne de Hammurabi et de ses successeurs.

Durant le premier siècle du IIe millénaire, la Basse Mésopotamie est divisée en plusieurs royaumes ayant succédé à l'empire de la troisième dynastie d'Ur (c. 2112-2004), au premier rang Isin et Larsa (période d'Isin-Larsa). Les luttes entre ces deux derniers profitent à d'autres cités où des rois affirment leur autonomie et tentent d'accroître leur puissance. Dans la partie nord de la Basse Mésopotamie, plusieurs entités politiques s'affirment ainsi, comme Sippar, Kish, Dilbat, Marad, et Babylone où est attestée une lignée de souverains à partir de 1894.

### Les premiers souverains
L'historiographie traditionnelle de Babylone considère qu'un roitelet amorrite du début du XIXe siècle, Sumu-abum, est le fondateur de la première dynastie. Pourtant il ne semble pas avoir régné sur cette ville, mais avoir été le chef d'une confédération de tribus amorrites de la région. Le statut de fondateur du royaume de Babylone incombe plutôt à celui que la tradition considère comme son successeur, Sumu-la-El (1881-1845), qui n'est pas son fils et semble avoir été au moins un temps son contemporain et vassal,.
Parti d'un petit territoire comprenant Babylone et quelques villes voisines, Sumu-la-El réussit à prendre plusieurs cités importantes du pays d'Akkad, notamment Sippar, Kish et Marad. Son fils Sabium (1844-1831) et son petit-fils Apil-Sîn (1830-1813) règnent successivement et agrandissent le territoire, qui s'étend au sud jusqu'aux environs de Nippur qui appartient au royaume de Larsa, et au nord sur la région du cours moyen du Tigre jusqu'au royaume d'Eshnunna. Babylone s'affirme ainsi comme une puissance montante,. 
Sous Sîn-muballit (1812-1793), le royaume progresse face à Larsa. Mais la présence au nord du Royaume de Haute Mésopotamie de Samsi-Addu, allié des rois babyloniens puisque leurs dynasties respectives ont des ancêtres communs, ainsi que de celui d'Eshnunna dirigé par Dadusha puis Ibal-pi-El II, limite la progression. En 1794, le roi de Larsa Rîm-Sîn réussit à reprendre l'avantage,.

### Hammurabi, le fondateur de la puissance babylonienne

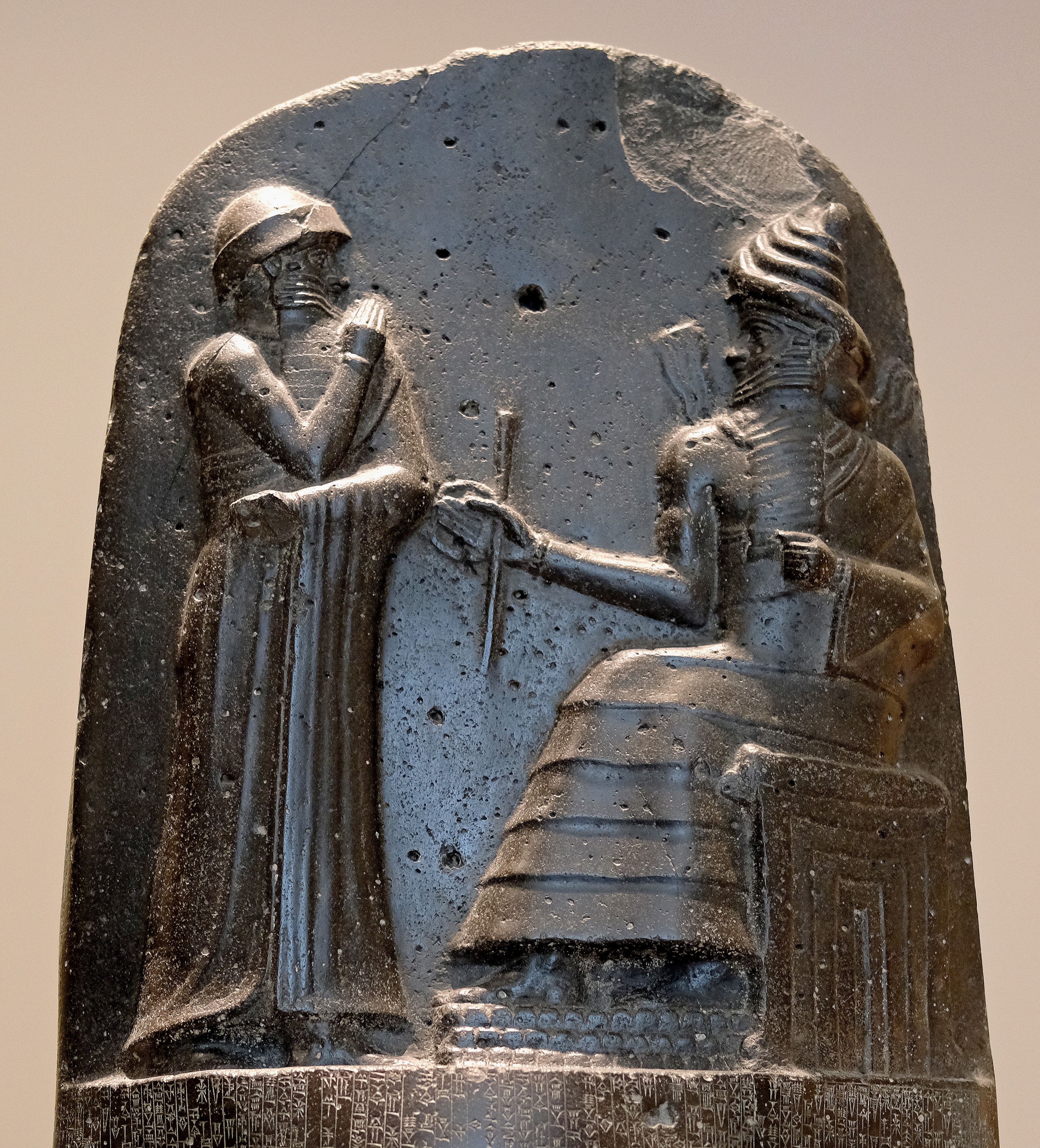
Le roi Hammurabi de Babylone face au dieu Shamash, détail de la stèle du Code de Hammurabi, XVIIIe siècle.

Hammurabi (1792-1750) prend le pouvoir alors que Larsa et Eshnunna sont au sommet de leur puissance, et ne semble pas remporter de victoires significatives durant la première moitié de son règne (très mal documentée). À la mort de Samsi-Addu en 1775, la situation politique du nord mésopotamien change. Zimri-Lim s'empare de Mari et constitue un État puissant sur le haut Euphrate. En 1765, Hammurabi s'allie avec lui et ils prennent la tête d'une coalition de rois syriens et mésopotamiens pour repousser une attaque des Élamites, qui avaient auparavant pris Eshnunna avec leur appui. C'est un tournant, qui enclenche une série de victoires majeures pour Hammurabi. L'année suivante, il provoque la guerre contre Larsa, s'empare de la ville, se débarrassant ainsi de son principal rival Rim-Sîn. En 1762, il s'empare de Mari en battant son ancien allié Zimri-Lim, et l'année suivante il détruit la ville, qui ne s'en relève jamais. La ville de Malgium subit le même sort. Hammurabi poursuit sur sa lancée, maintenant que plus personne n'est en mesure de l'arrêter : il s'empare d'Eshnunna, puis instaure sa domination plus au nord, sur Assur et les cités de son voisinage. À sa mort en 1750, il a fait de Babylone la capitale du plus puissant royaume mésopotamien, qui mérite le qualificatif d'« empire ».

### Samsu-iluna: une succession difficile
Samsu-iluna (1749-1712) succède à son père, et après ses huit premières années de règne il est confronté à situation difficile : le royaume est en crise économique, qu'il ne parvient pas à résoudre malgré deux édits de rémissions des dettes et en ébullition, et de nombreuses révoltes viennent perturber son règne, surtout dans la partie méridionale correspondant à l'ancien royaume de Larsa. Les rebelles sont vaincus, mais les villes de la région sont désertées dans le courant du règne (Ur, Larsa, Uruk, Nippur, Isin, etc.), pour des raisons qui ne sont pas clairement identifiés (conséquences de la répression des révoltes, crise économique et environnementale). Dans la seconde partie de son règne Samsu-iluna conduit ses troupes vers le nord, dans la vallée de la Diyala, la région du Khabur (marquées notamment par la destruction de Shekhna, l'actuel site de Tell Leilan), puis le long de l'Euphrate (pays de Hana). Néanmoins ses acquis sont souvent précaires, et il ne parvient pas à préserver l'empire hérité de son père,.

### Une crise grave et durable
Les souverains suivants, Abi-eshuh (1711-1684), Ammi-ditana (1683-1647) et Ammi-ṣaduqa (1646-1626) ne réussissent pas à enrayer le déclin du royaume, qui se traduit par son rétrécissement progressif et un accroissement des difficultés économiques et sociales, ce qui ne les empêche pas pour autant d'avoir des règnes relativement longs. Les événements militaires sont très mal connus, les sources officielles de cette période étant peu nombreuses. Ils réussissent encore à préserver l'influence babylonienne vers le nord, dans la région de la Diyala et du Moyen Euphrate. De nouvelles populations viennent perturber encore plus l'équilibre du royaume : les Kassites (auxquels il faut rattacher des entités apparaissant à la fin de la période, les Samharu et les Bimatu), les Hourrites et les Hittites. Au sud, ce sont les rois du Pays de la Mer qui constituent une menace importante, justifiant notamment la construction de plusieurs fortins aux marges méridionales du royaume, dont Dur-Abi-eshuh, d'où proviennent des textes exhumés par des fouilles clandestines. Les souverains babyloniens ne peuvent résoudre les problèmes qui se posent à eux, et les dernières années du règne d'Ammi-ṣaduqa sont marquées par des destructions au nord du royaume (Sippar, Harradum). Samsu-ditana (1625-1595) hérite d'une situation très difficile à laquelle il ne peut pas plus que ses prédécesseurs mettre fin.

### La fin de la Première dynastie
La crise économique que connaît la Babylonie n'est toujours pas résolue, et le royaume est toujours en déclin. Les traditions mésopotamienne et hittite ultérieures rapportent que la chute de Babylone qui survient alors, datée selon la chronologie moyenne de 1595, est due à une attaque menée par les Hittites, venus d'Anatolie centrale, conduits par leur roi Mursili Ier, sans expliciter le motif de ce conflit entre deux adversaires très éloignés l'un de l'autre. Les sources contemporaines des faits indiquent que Samsu-ditana fait face comme ses prédécesseurs à de nombreux rivaux qui rognent ses positions aussi bien par le nord que par le sud : Élamites, Hourrites, tribus kassites et le Pays de la Mer, dont le roi Gulkishar est crédité par un texte postérieur d'une grande victoire contre Samsu-ditana. Les archives s'arrêtent pour la plupart dans les dernières années du XVIIe siècle av. J.-C. L'attaque hittite n'aurait donc été que la conclusion d'une période de crise grave. Elle n'entraîne en tout cas pas de domination durable de la part des envahisseurs, et laisse la place à de nouvelles ambitions, parmi lesquelles se trouvent celles des chefs Kassites, probablement les mieux implantés en Babylonie, qui peuvent monter sur le trône de Babylone laissé vacant.

## Administration

### Organisation du royaume paléo-babylonien

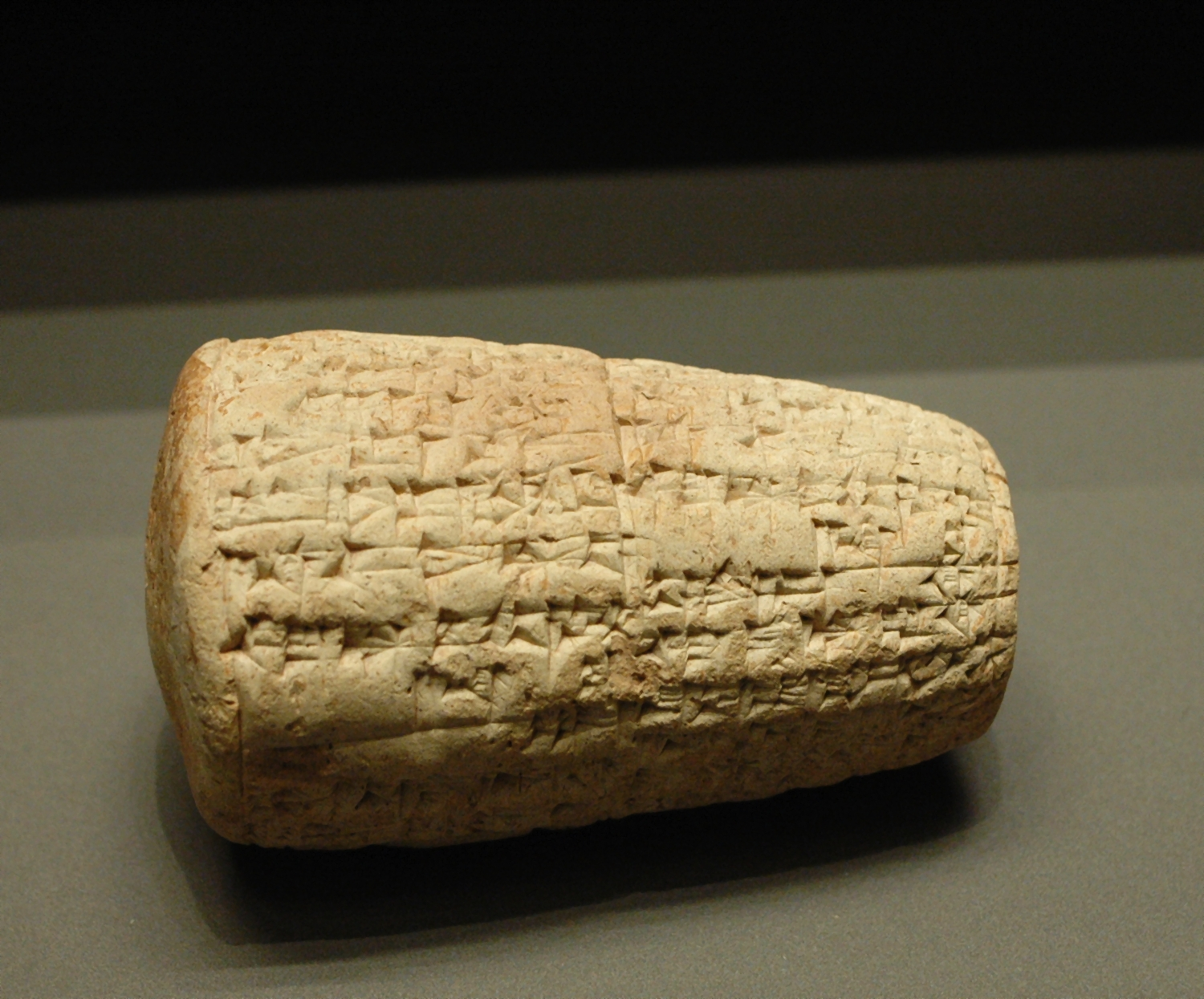
Inscription royale de Hammurabi rédigée sur un cône d'argile, commémorant la reconstruction de la muraille de Sippar de Shamash, correspondant à la fonction de roi-bâtisseur.

Reprenant la tradition mésopotamienne ancienne, le roi (šarrum) de Babylone est une figure dont l'idéal est d'agir pour le bien-être de ses sujets, qu'il doit gérer comme un troupeau, en les mobilisant si besoin en cas de conflit ou de grands travaux d'intérêt général. Il est également un chef militaire qui se doit d'être victorieux. C'est le garant de la paix et de la justice, et à ce titre le juge suprême du royaume. Le roi peut proclamer des édits de mišarum ou andurarum, par lesquels il cherche à rétablir l'équité dans le royaume, notamment en abolissant des dettes. C'est enfin à lui d'assurer le contact entre le monde des hommes et celui des dieux, dont il est le représentant sur terre et qui ont choisi de le placer à ce poste. C'est pour cela qu'il a souvent recours à des devins chargés d'interpréter les messages divins.
Pour l'aider dans l'exercice de ses fonctions, le roi est entouré par plusieurs hauts dignitaires, dont les fonctions exactes sont souvent mal déterminées : le šukkallum est une sorte de « vizir », le šandabakkum a une fonction de gestionnaire des finances, le ṭupšar šakkakkim est un secrétaire particulier du roi. Quoi qu'il en soit, l'essentiel est d'avoir un lien personnel avec le roi, qui gouverne donc avec ses « compagnons » : ainsi, Hammurabi prenait ses décisions principales avec ses proches réunis en « conseil secret » (ša pirištim).
Les grandes cités du royaume avaient un gouverneur (šāpirum), dont la fonction est mal connue. Le découpage provincial nous échappe. Au niveau inférieur, les localités étaient dirigées par un « maire » (rabiānum) et un conseil d'Anciens qui jouaient un rôle judiciaire et policier. Une autre institution locale ayant une fonction similaire est le quartier (babtum) dans les villes. Un dernier personnage avait une fonction judiciaire, le juge royal (dayyānum) qui pouvait rendre des sentences. Les sujets doivent effectuer plusieurs services (ilkum) pour leur roi et son administration : des corvées pour des travaux publics (restauration ou construction de canaux, de murailles, de temples), la participation aux campagnes militaires.
L'armée paléo-babylonienne est très mal connue, même si son organisation semble similaire à celle des autres royaumes contemporains, dont celui de Mari qui est le mieux connu. La base est constituée de soldats regroupés en unités de dix hommes, intégrées dans un système hiérarchisé par groupes de 50 puis 100, 200/300 et enfin un millier d'hommes dirigés par un chef d'armée (alik pân ṣābi) qui est généralement un proche du roi à moins que le roi lui-même ne prenne la tête de ses troupes. L'équipement des troupes passait par le système de l’ilkum, avec l'attribution de terres de la couronne à un soldat contre service militaire, et qui fait l'objet de plusieurs articles dans le Code de Hammurabi. Des troupes permanentes étaient également entretenues directement par le palais royal, parfois recrutées parmi des peuples étrangers.

### Justice et droit

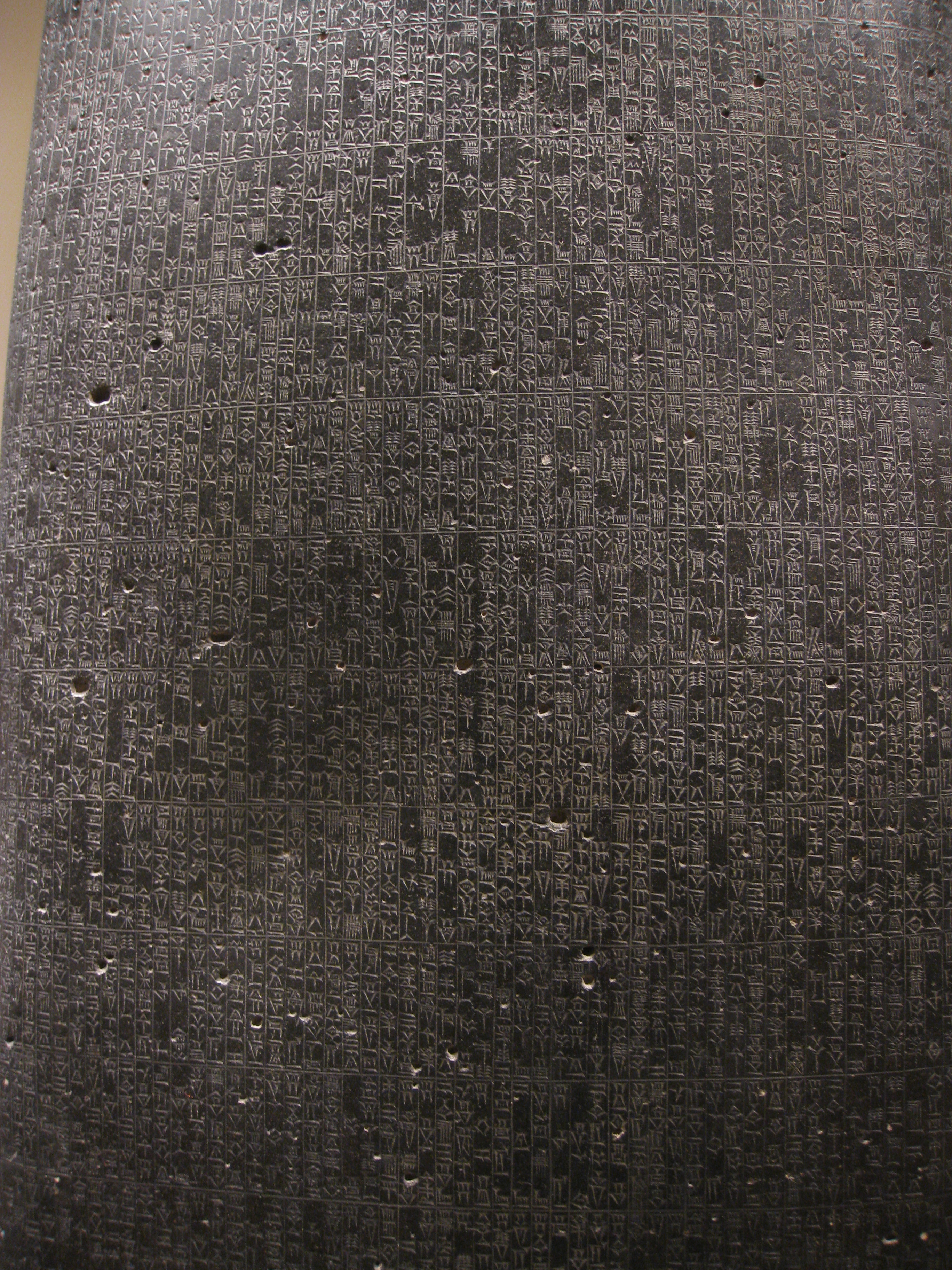
Détail de « lois » inscrites sur la stèle du Code de Hammurabi, musée du Louvre.

De nombreuses sources offrent des informations sur les pratiques judiciaires de la période paléo-babylonienne. La plus célèbre est le Code de Hammurabi, longue inscription royale rapportant des dizaines de « lois », en fait plutôt des recueils de sentences ayant pour but de servir de modèle et non pas à être appliqués de manière rigoureuse. Elles sont de toute manière insuffisamment nombreuses pour couvrir tous les aspects du droit babylonien, qui reposait avant tout sur la coutume, et admettait sans doute des différences régionales comme cela se voit pour les pratiques d'héritage. La majorité des textes sur la justice sont en fait des tablettes issues de la pratique, à savoir des comptes rendus de procès et des lettres mentionnant des affaires judiciaires. Quelques édits royaux, concernant la pratique de l'andurarum, des documents scolaires ainsi que des textes sans finalité juridique mais comportant des informations sur cette pratique complètent ce vaste corpus. Ces sources montrent donc une grande variété d'affaires judiciaires, liées à des litiges de propriété, des vols, à des prêts non remboursés, à des affaires familiales, commerciales, crimes de sang, etc. Non seulement elles servent à étudier la pratique judiciaire dans la Babylonie antique, mais elles sont également une source inestimable pour connaître mieux la société et l'économie de cette région dans son déroulement quotidien, et les comportements et mentalités des Anciens babyloniens.
En plus du cas particulier des juges royaux, les personnes détenant une autorité judiciaire sont pour la plupart les gens investis également d'une autorité administrative qui ont déjà été évoqués, dont le roi qui intervient dans des cas limités (crimes majeurs, litiges administratifs ou sur les domaines de la couronne). Les cours de justice sont dirigées par un personnel disposant de prérogatives judiciaires organisé en collèges de tailles diverses. La procédure d'instruction est séparée de celle de jugement : l'enquête est menée par un premier groupe de notables locaux, puis transmise aux personnes devant rendre la sentence. La première phase comporte généralement une tentative de conciliation donnant lieu à la production d'un document écrit si elle aboutit, le recours aux juges ne devant se faire qu'en dernier ressort. La sentence, jamais motivée explicitement dans les textes, est rendue sur la base de preuves qui sont jugées solides : preuves matérielles (notamment des contrats écrits), témoignages, mais aussi prestation de serment par les dieux (qui châtient ceux qui sont coupables de parjure), et l'ordalie (jugement par les dieux qui prend la forme d'une épreuve dont les modalités sont mal saisies, mais qui se déroule généralement sur un cours d'eau). Les sentences sont diverses, en majorité pécuniaires pour les délits pénaux, tandis que les crimes jugés comme étant les plus graves (meurtres, distingués selon qu'ils sont prémédités ou non, adultère, viol, sorcellerie, manque de respect au chef de famille, etc.) sont punis par des peines de sang, à savoir des mutilations ou la mort. Le Code de Hammurabi montre qu'il y a une gradation des peines suivant le sexe et le statut social des personnes qui commettent et subissent les litiges.

## Société

### Libres et non-libres
La société paléo-babylonienne est comme toute société de la Mésopotamie ancienne divisée entre personnes libres et personnes non-libres. Mais la hiérarchie telle qu'elle apparaît dans le Code de Hammurabi est plus complexe, puisqu'elle distingue deux groupes parmi les gens libres : awīlum et muškēnum. Le terme awīlum signifie au sens large « quelqu'un », dans un sens plus restreint une personne libre par opposition à un esclave, et dans un sens encore plus restreint, celui du Code de Hammurabi, il s'agit de la catégorie la plus honorable de la société. Ce sont peut-être les membres de l'administration du palais, donc une sorte d'« aristocratie de fonction » selon D. Charpin, ou ce terme équivaut plus simplement à « gentleman » pour R. Westbrook. Il s'agit en tout cas de personnes riches et respectées. Le statut du muškēnum est très débattu. Il est manifestement moins honorable et moins riche que l'awīlum, et si on admet que ce dernier est un membre de l'administration du palais alors le muškēnum évolue en dehors de ce cadre ; mais à l'inverse une autre interprétation fait du muškēnum un dépendant du palais. En fait en dehors du Code de Hammurabi ce terme ne désigne pas un statut juridique, mais plutôt une vague condition sociale, donc il ne faut pas forcément se reposer sur le contenu du texte législatif pour décrire la hiérarchie existant au sein des hommes libres.
Les esclaves sont désignés par le terme masculin wardum et féminin amtum, qui signifient au sens large « serviteur », ou « inférieur ». L'esclave mésopotamien est une personne dépendant d'un maître qui peut faire l'objet d'une vente. On peut devenir esclave à la suite d'une capture lors d'une guerre, ou en naissant d'une femme esclave, ou encore à la suite de difficultés économiques extrêmes ayant conduit à la mise en vente de la personne. Le Code de Hammurabi prenait des dispositions contre leur fuite : ceux qui aident un esclave fugitif sont mis à mort, tandis que ceux qui les dénoncent sont récompensés. Le rôle des esclaves est d'accomplir les tâches les plus ingrates, notamment moudre les grains ou tisser des étoffes, souvent dans le cadre domestique, mais ils ne sont pas une force de travail majeure dans la société, qui ne peut donc être qualifiée d'esclavagiste.

### La famille

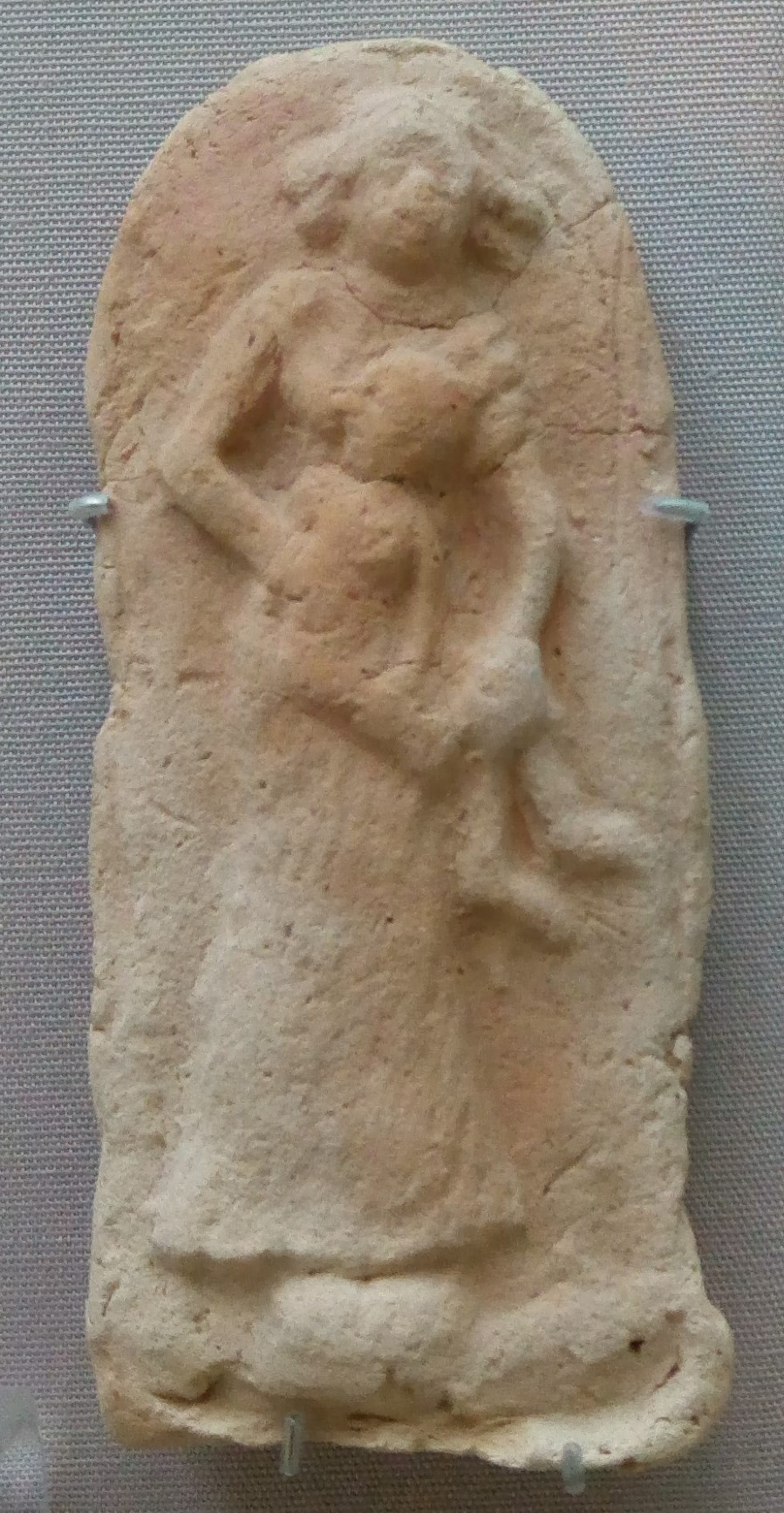
Plaque en terre cuite représentant une femme avec son enfant. Ur, période paléo-babylonienne, British Museum.

La famille est une institution bien connue par les sources juridiques de la période paléo-babylonienne. Elle est en général nucléaire et monogame, formée par un mariage qui voit une femme passer de l'autorité paternelle à l'autorité conjugale, en rejoignant la résidence de son époux. Le mariage donnait lieu à l'échange d'une dot (šeriktum, nudunnum) que l'épouse emportait dans sa nouvelle famille, constituée en général de mobilier lui servant à exercer son rôle de maîtresse de maison. L'époux offrait en retour un « cadeau d'épousailles » (terhatum), parfois accompagné d'un présent de l'époux à l'épouse (biblum). Dans les familles riches, ces échanges pouvaient être importants, et parfois impliquer des propriétés foncières ou des esclaves. Le mari peut prendre une seconde femme si la première ne lui donne pas d'héritier, la nouvelle épouse étant subordonnée à la première. Dans le cadre familial, l'autorité patriarcale est claire : il peut avoir des concubines, il est le seul à pouvoir répudier l'autre tandis que son épouse est mise à mort si elle le rejette ; en cas d'adultère de celle-ci, c'est son mari qui décide si celle-ci doit être mise à mort ou épargnée.
La loi s'assure également du respect inflexible du fils envers son père. Si le père n'avait pas d'enfant pour assurer sa subsistance une fois âgé, il pouvait en adopter un, qui dispose des mêmes droits que les éventuels enfants qui viendraient à naître. Les transmissions d'héritage se font suivant différentes coutumes selon les lieux : de façon égalitaire entre les fils à Sippar, avantage à l'aîné à Larsa ou Isin. On peut ajouter qu'en plus d'être bien souvent une unité économique pratiquant la même activité de père en fils, la famille était aussi une unité religieuse, pratiquant un culte domestique avec des dieux-patrons spécifiques, et rendant un culte à ses ancêtres qui sont souvent enterrés sous le sol de la résidence familiale.

### Villes et campagnes

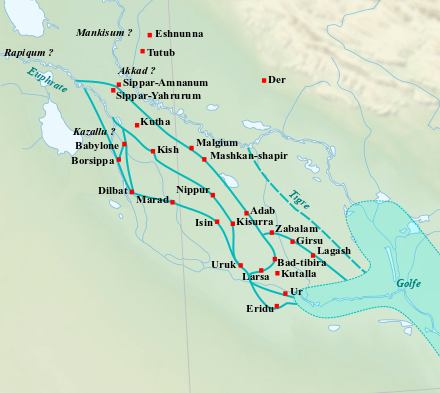
Les principales villes de la Basse Mésopotamie à la période paléo-babylonienne

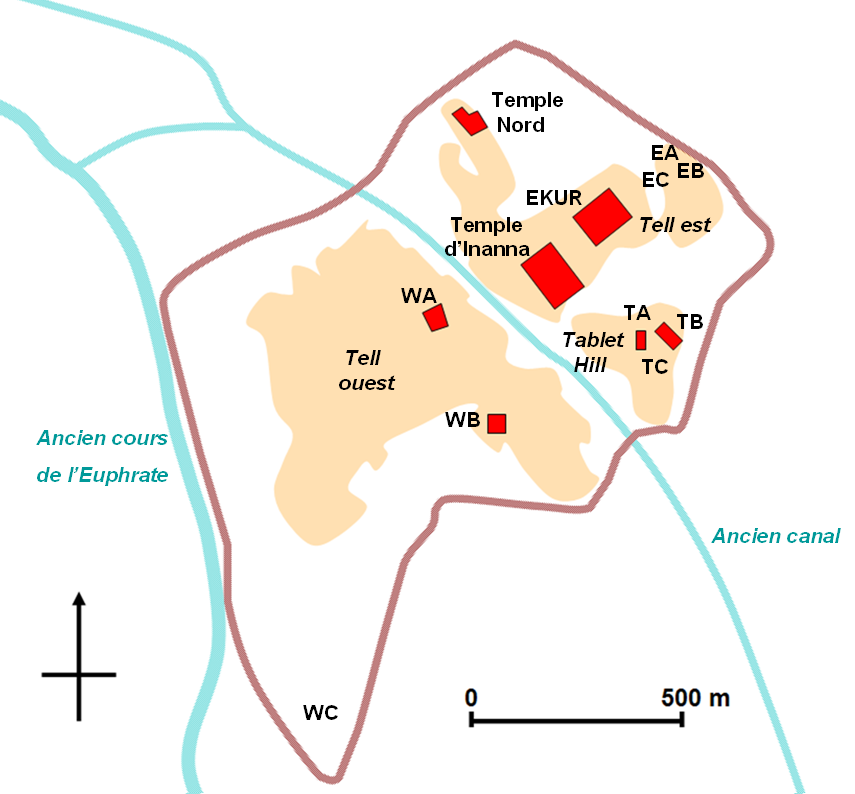
Plan d'une ville de Babylonie : Nippur. La zone centrale est occupée par les grands temples (Ekur, Temple d'Ishtar), voisinant d'autres temples et des zones résidentielles repérées dans différents secteurs lors des fouilles (TA, TB, TC, WB).

La Basse Mésopotamie est depuis la fin du IVe millénaire une région très urbanisée : si on ne retient que la taille qui est le principal critère visible en surface, dans les zones qui ont fait l'objet de prospections archéologiques plus de la moitié de l'espace habité est alors concentré sur des sites de plus de 100 hectares. On est donc en présence d'une véritable civilisation urbaine, même si de plus en plus de villes déclinent après le règne de Samsu-iluna, surtout dans le sud où la plupart des anciennes cités sumériennes sont progressivement désertées (Nippur, Uruk, Eridu, Ur, Isin, Larsa, Girsu, Umma, etc.). Ce phénomène s'est accompagné de migrations depuis les villes du Sud de la Babylonie vers celles du Nord, comme l'atteste la présence de membres du clergé d'Uruk à Kish après le règne de Samsu-iluna.
Les fouilles d'espaces urbains pour la période paléo-babylonienne sont focalisées sur les bâtiments publics (temples et palais). L'urbanisme ne peut être approché que dans quelques villes ayant fait l'objet de prospections internes révélant leur structure urbaine, comme Larsa (Tell Senkerah) et Mashkan-shapir (Tell Abu Duwari) située aussi dans le royaume de Larsa. Deux autres agglomérations de petite taille de cette période constituent un cas particulier, les villes planifiées de Harradum (Khirbet ed-Diniye) et Shaduppum (Tell Harmal). Le fait qu'elles aient été construites d'un trait nous montre comment l'organisation d'une ville était conçue par les Anciens mésopotamiens : on y trouve une enceinte percée de portes, des îlots urbains délimités par des rues, qui ont la particularité d'être rectilignes à Harradum qui a une forme quasiment carrée, et la position dominante des bâtiments administratifs et religieux.
Les villes mésopotamiennes sont situées sur un ou plusieurs cours d'eau naturels ou artificiels qui les traversent parfois, et disposent de quais (karūm) pour la circulation fluviale. Elles sont entourées d'une muraille, percées par des portes plus ou moins larges où les taxes pouvaient être perçues,. Les rues et les canaux délimitent des îlots de constructions. Une grande voie menait au quartier principal où se trouvait le palais du roi ou du gouverneur et le grand temple de la ville, parfois accompagné d'une ziggurat (tour à étages). Une partie de l'espace urbain était occupée par des champs ou des jardins-palmeraies, ce qui indique qu'il y avait des activités agricoles intra-urbaines, en plus du fait que des agriculteurs pouvaient vivre dans des villes et travailler les champs situés autour de celles-ci. Les quartiers (babtum) de la ville sont une réalité sociale forte : ils ont des « chefs », peuvent intervenir dans des litiges sur des propriétés, informer les autorités de la réputation de certains individus dans des cas de vol ou d'adultère, ce qui leur confère un rôle de contrôle social formel. On a pu repérer dans les espaces urbains fouillés ou des textes plusieurs quartiers spécialisés : certains où résidaient beaucoup de marchands, des membres du clergé, et des quartiers artisanaux. Il n'y a pas, sauf exception, de quartiers riches ou pauvres, les maisons vastes côtoyant les plus petites ; le regroupement s'effectue peut-être selon un modèle qui voit une maisonnée riche regroupant autour de sa vaste résidence les petites habitations de ses dépendants.

Une résidence de la période paléo-babylonienne : le « no 1 Old Street » d'Ur, résidence du marchand Ea-nasir au début du Fonctions possibles des salles : 1. vestibules ; 2. espace central ; 3. couloir menant à un escalier permettant d'accéder à l'étage ; 4. pièce d'eau ; 5. salle de réception ; 6. chapelle.

Des résidences ont pu être fouillées sur plusieurs sites urbains, et de véritables quartiers ont été dégagés dans des villes majeures de la période, Ur et Nippur, et dans une moindre mesure Sippar. Il s'agit de quartiers tassés, où les rues sont souvent étroites et rarement droites. Les résidences sont plus ou moins vastes, mais généralement exigües. La circulation y est souvent organisée autour d'une cour ou espace central dont on ne sait pas s'il était couvert ou non. Il existe aussi des petites maisons à organisation linéaire. Les fonctions des pièces, nombreuses dans les grandes résidences, sont souvent difficiles à déterminer, d'autant plus que certaines ont pu être plurifonctionnelles. Il y avait des espaces de stockage, des salles de réception, quelques pièces d'eau parfois, et des espaces pour le culte domestique, peut-être dans de petites chapelles. Plusieurs de ces résidences avaient probablement un étage, mais cela reste souvent difficile à déterminer. Des tombes familiales étaient creusées sous des maisons, maintenant le lien entre les vivants et les morts de la famille.

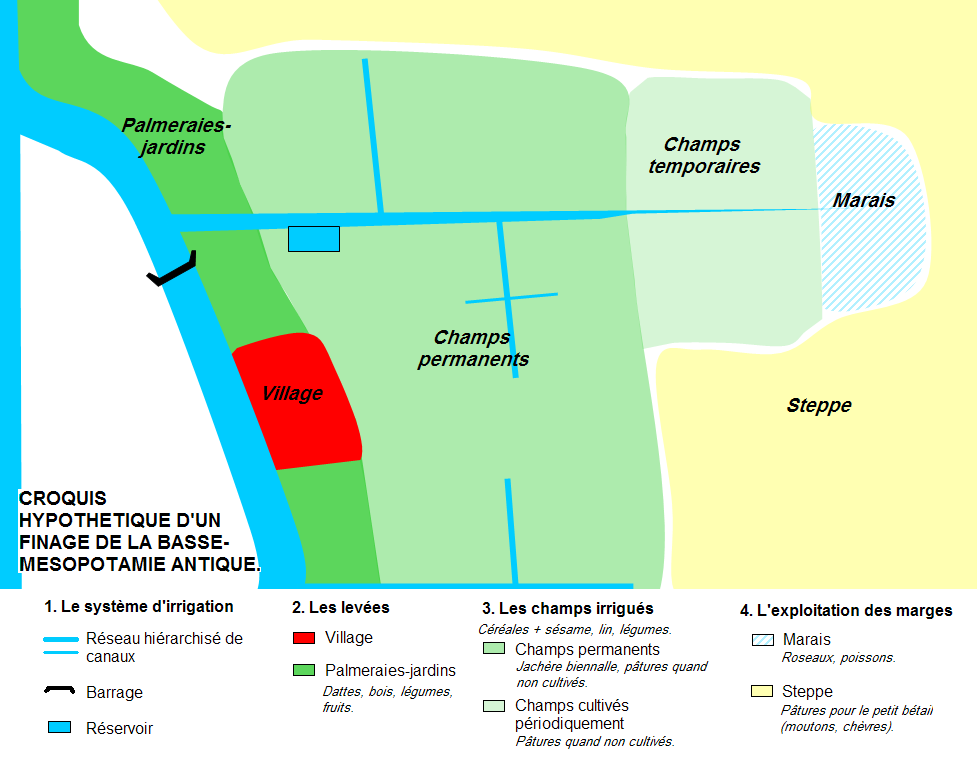
Croquis hypothétique d'un finage des campagnes de la Babylonie antique.

L'habitat des campagnes de la Babylonie de la première moitié du IIe millénaire est extrêmement mal connu en l'absence de fouilles d'établissements ruraux. Les prospections semblent indiquer que les villages n'occupent qu'une portion limitée de l'espace habité, les villes abritant une grande majorité de la population, donc sans doute une part importante des agriculteurs. Il faut alors imaginer des petits villages ou hameaux (plus de 10 % des agglomérations identifiées couvrant moins de 2 hectares) situés le long des canaux, et bordées par des champs et des palmeraies-jardins, les espaces de steppes s'étendant plus loin. Les communautés rurales semblent encadrées par des agents du pouvoir comme le « messager de la campagne/steppe » (šāpir mātim/halṣim), les « seigneurs des tours » (bēl dimti), les « tours » étant des établissements ruraux fortifiés servant sans doute de centre à de grandes exploitations, et des assemblées rurales dirigées par des Anciens.

## Économie

### Acteurs économiques
Les activités économiques dans la Mésopotamie ancienne sont prises en charge par des acteurs relevant de deux secteurs : celui des institutions que l'on qualifie souvent de « grands organismes » à la suite de A. L. Oppenheim, qui sont les palais (royaux et provinciaux) et les temples ici compris en tant qu'institutions et acteurs économiques, et qui sont gérés de façon similaire ; et un secteur privé en dehors du cadre des grands organismes. L'importance respective de l'activité économique des deux secteurs est impossible à établir, car même si notre documentation mentionne en priorité les grands organismes qui sont les plus grands producteurs de textes de la vie courante, rien n'indique clairement qu'ils dominent toute la vie économique. On retient plutôt l'idée que l'économie a une organisation patrimoniale/domaniale qui rend difficile la distinction public/privé : elle est divisée en plusieurs domaines (ou plus exactement des « maison(née)s » similaires à l'oikos grec) d'importance variable mais fonctionnant selon des principes semblables, le sommet de la hiérarchie étant occupé par ceux qui appartiennent au roi, donc le palais (qui peut aussi bien être vu comme un domaine public que comme une propriété privée du roi), et ceux qui appartiennent aux dieux, donc les temples. Les élites peuvent posséder des domaines à titre privé mais elles se font aussi concéder l'exploitation de domaines du roi et des dieux, les marchands travaillent souvent pour le palais et le temple mais peuvent aussi mener des affaires à leur propre compte. 
Quoi qu'il en soit de leur poids économique exact, temples et palais ont un impact considérable sur la société de plusieurs manières. Le temple de la divinité principale de la ville contribue à l'identité de celle-ci, puisque sa divinité est souvent invoquée dans les serments prêtés lors des contrats et se trouve au centre des principales fêtes de la ville dirigées par son clergé. En tant qu'institution économique, il possède de nombreuses propriétés foncières, et un certain nombre de notables de la cité travaillent pour son compte. Le palais est quant à lui au sommet de la société, possède de vastes domaines et draine vers lui de nombreuses ressources, notamment les biens de prestige qu'il redistribue en partie au personnel de l'administration et de l'armée. Le souverain entreprend également des importants aménagements hydrauliques, qui ont un impact sur l'agriculture en permettant l'irrigation des champs, et également le transport des denrées sur les canaux.
Du point de vue administratif, le palais gérait ses terres de différentes façons. Un premier groupe était concédé à des « tributaires » (naši biltim), qui recevaient en même temps du matériel d'exploitation et qui versaient une redevance en nature et en argent au palais. Les troupeaux d'animaux du palais étaient gérés selon un principe similaire. Le second groupe de terres était attribué à des personnes effectuant un service (ilkum) pour l'État, de type militaire, administratif, artisanal, etc., donc des agents du pouvoir royal. Cela servait à assurer leur subsistance et les frais nécessaires à l'exercice de leur charge, plutôt que de les rémunérer par un salaire ou des rations d'entretien. L'organisation du travail artisanal est moins bien documentée, mais on sait que les palais paléo-babyloniens disposaient d'ateliers, notamment pour le textile, et employaient des artisans extérieurs au palais pour des tâches qu'ils devaient exercer en complément de leur activité privée.
Le palais était un acteur du commerce. Il était tout d'abord un grand consommateur de biens divers, ce qui animait un commerce important, mais il vendait également des denrées alimentaires. Il faisait appel pour cela à un intermédiaire, le tamkārum (traduit par « marchand »), à qui il confiait les produits à vendre et qui lui reversait le produit des ventes. On ne sait pas si ses marchands étaient des fonctionnaires ou des entrepreneurs privés à qui le palais confiait ces tâches de temps en temps.
Les temples étaient également des grands acteurs économiques, connus essentiellement par les tablettes des temples de Sippar. Ils possédaient de vastes domaines souvent donnés par le roi à la divinité tutélaire, mais aussi achetés, et qui sont exploités par leurs dépendants. Ces productions étaient mobilisées pour servir ou financer au culte, que ce soit pour les offrandes ou la rétribution des desservants, ou encore pour financer des opérations commerciales d'achats de biens nécessaires au culte. Le roi exerçait toutefois un contrôle sur la gestion du temple, qui était aux mains d'administrateurs comme le šatammum, une sorte d'intendant. Par le système des prébendes (voir plus bas), le temple voit graviter autour de lui un grand nombre de notables.
Le secteur privé, bien que peu documenté ou parfois difficile à séparer du secteur des grands organismes avec lequel il peut interagir, occupe manifestement une place dans l'économie mésopotamienne de l'époque. Plusieurs exemples montrent qu'il existait des transactions de biens fonciers, notamment de terres agricoles (champs, jardins-palmeraies), ce qui indique bien l'existence d'une propriété privée, qui chez les plus riches pouvait s'apparenter à un grand organisme en miniature. On a déjà vu qu'il y a également des arguments plaidant en faveur de l'existence d'artisans et de marchands effectuant au moins une partie de leurs activités pour leur propre compte. Les acteurs privés pouvaient également se livrer à des activités financières en faisant des prêts à intérêt. Il ne semble pas qu'il y ait eu un monopole du palais sur certains produits, ou même une fixation rigide des salaires et prix par le pouvoir, ce dernier se contentant plutôt d'indiquer la somme la plus juste ou le minimum acceptable.

### Activités économiques
Les activités agricoles de la Basse-Mésopotamie sont traditionnellement dominées par la céréaliculture irriguée, essentiellement celle de l'orge, plante la plus résistante au climat chaud et sec et aux sols pauvres de la région. Le système d'irrigation, mis au point durant les millénaires précédent, est nécessaire à la mise en culture en raison de l'absence de précipitations, et permet d'atteindre des rendements appréciables. À côté des champs céréaliers, les palmeraies sont les espaces agricoles les plus importants, d'autant plus qu'on y trouve également des jardins et des vergers, profitant des ombrages fournis par les palmiers-dattiers. Le recul du peuplement dans l'extrême-sud pourrait être lié à une crise agricole, entrainée en partie par la salinisation des terres en raison de leur surexploitation ; mais ce point reste discuté. L'élevage est essentiellement ovin, les moutons pouvant paître dans les espaces de steppe situés en bordure des terroirs ; l'élevage bovin est néanmoins essentiel, notamment parce que les bœufs sont nécessaires aux travaux des champs. Les espaces situés en marge des terroirs agricoles étaient également exploités : coupe des roseaux des marécages et des arbres des bois, pêche.

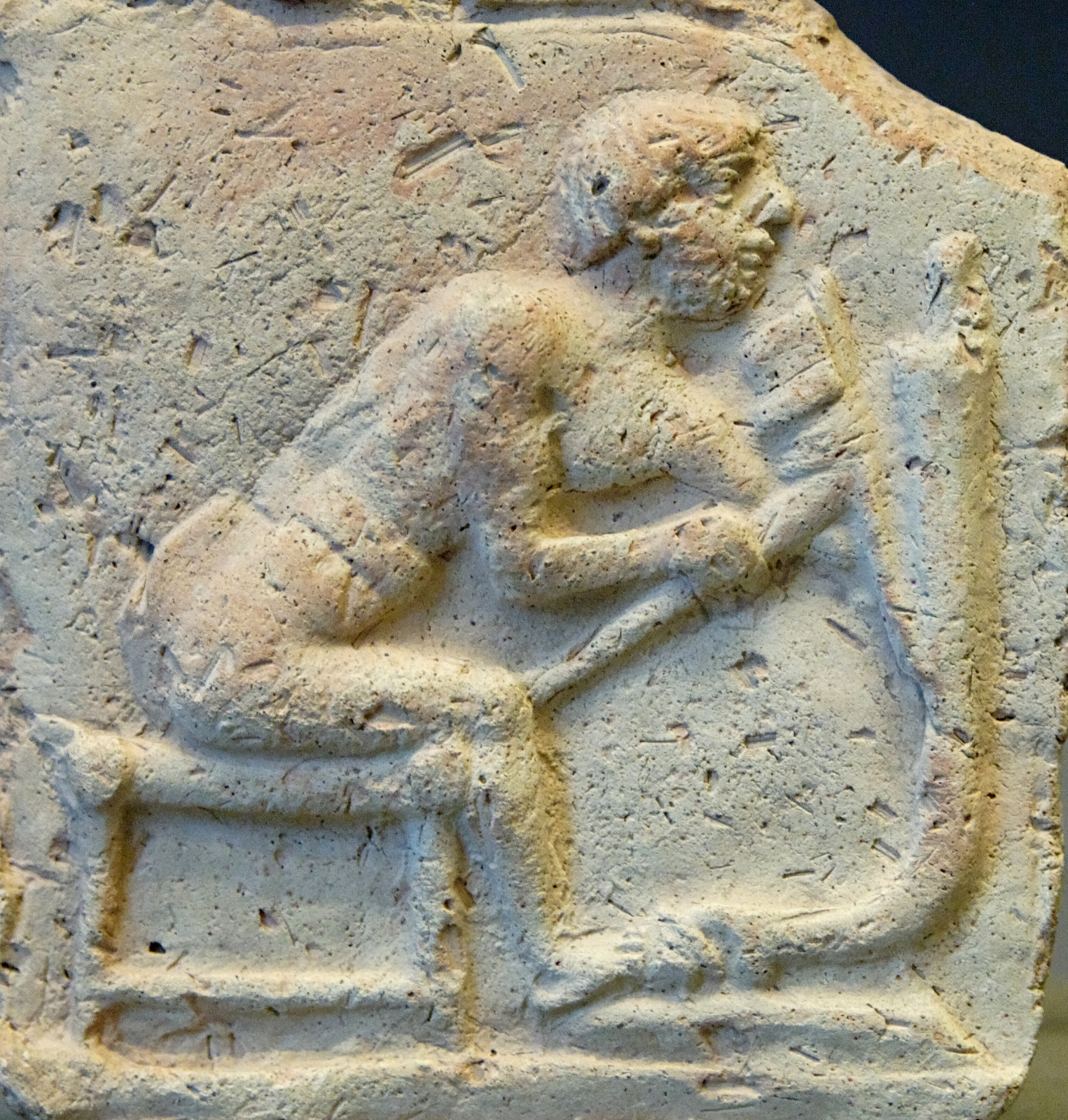
Artisan travaillant un objet en bois (araire, partie d'un char ?), terre cuite du début du IIe millénaire retrouvée à Tell Asmar (Eshnunna).

Les activités artisanales sont mal documentées pour la période de la première dynastie de Babylone, les dossiers paléo-babyloniens relatifs à ce secteur étant extérieurs ou antérieurs à ce royaume. Certains quartiers à spécialisation artisanale ont pu être repérés sur des sites urbains (Mashkan-shapir), mais peu d'installations d'artisans ont été mises au jour. L'article 274 du Code de Hammurabi indiquant les salaires d'embauche de plusieurs artisans donne une liste de métiers artisanaux, mais il est fragmentaire et donc de lecture malaisée. Ce même texte mentionne également les activités de maîtres d'œuvre dans le bâtiment (articles 228-231), qui devaient être très importants en milieu urbain en tant qu'architectes ou experts en maçonnerie guidant les travaux de construction. Les prébendes de temples montrent différentes activités artisanales en relation avec le culte, comme la transformation de produits alimentaires (brasseur, boulanger).

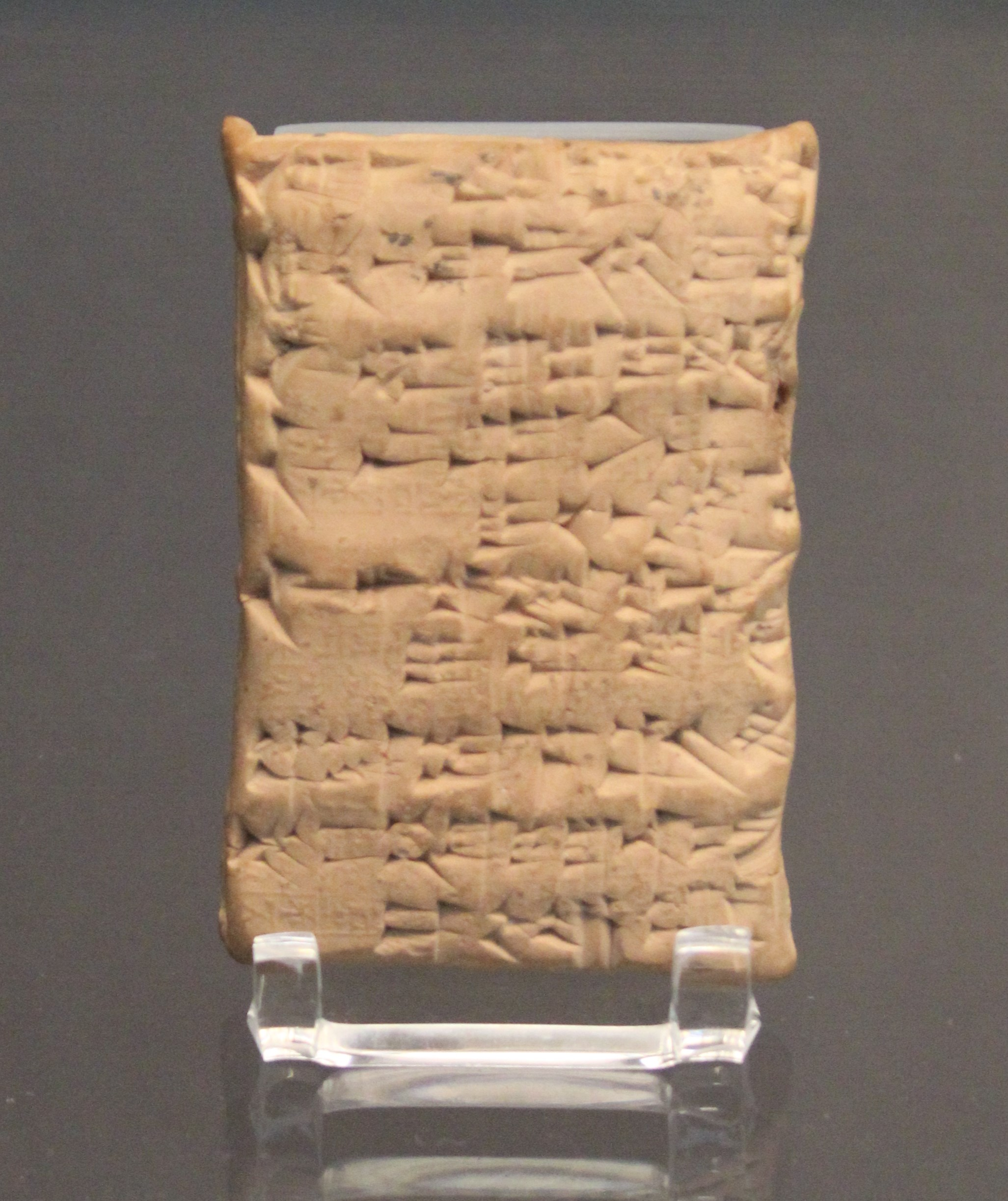
Contrat de prêt d'argent, Tell Sifr (ancienne Kutalla), v. 1745 av. J.-C. British Museum.

Les villes comportaient également des espaces destinés aux échanges, et il semble avoir existé des marchés situés notamment près des portes, ainsi que des boutiques. Mais le grand lieu du commerce était le « quai » (karūm) de la ville, un port (la voie fluviale étant essentielle pour les échanges dans le sud mésopotamien), qui est le quartier marchand. Pour les transactions importantes, le moyen de paiement qui domine définitivement dans ces lieux d'échanges à partir de la période paléo-babylonienne est l'argent pesé, exprimé dans les unités de poids que sont la mine (environ 500 grammes) et sa subdivision le sicle (1/60e de mine). Il est diffusé sous diverses formes standardisées de poids courant et parfois authentifiées par une marque : lingots, plaques, anneaux, etc.. Il joue aussi les rôles cruciaux d'étalon de valeur et d'unité de compte, ce qui fait qu'il peut être considéré comme une forme de monnaie. Les grains d'orge peuvent avoir des fonctions similaires, mais leur utilisation en tant que monnaie est de moins en moins attestée depuis les derniers siècles du IIIe millénaire. Il ne faut pour autant pas considérer que l'économie de cette période est monétisée, en raison du poids de l'auto-consommation, des échanges non marchands (notamment la redistribution dans les grands organismes) et sans doute aussi de formes de troc.

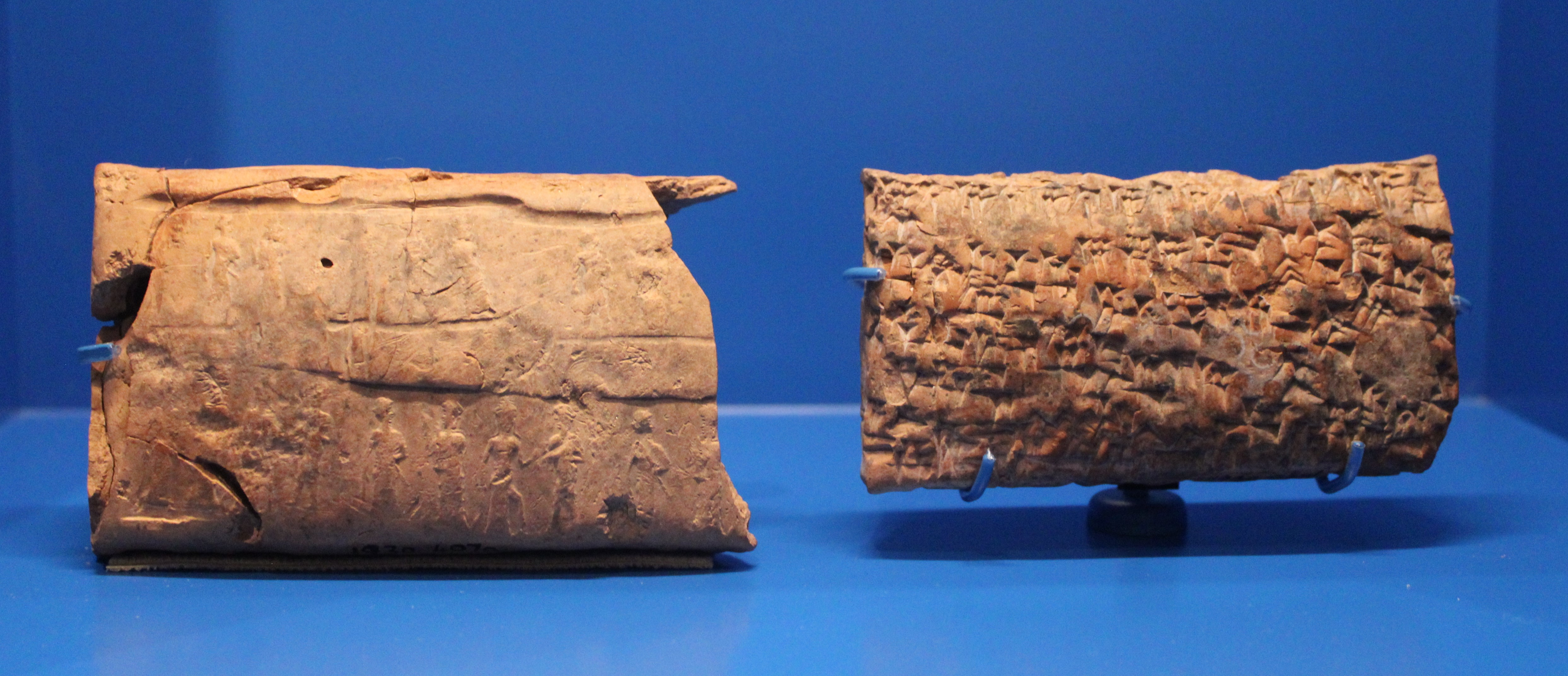
Tablette cunéiforme et l'enveloppe qui la contenait : lettre relative à la dissolution d'un partenariat d'affaires. Kish, période paléo-babylonienne (v. 1900-1600 av. J.-C.). Ashmolean Museum.

Le « quai » était aussi une institution regroupant les marchands d'une ville, donc une sorte de « guilde », dirigée par un chef des marchands (wakil tamkarim) qui agit pour le compte du roi. Les marchands pouvaient s'organiser en associations de courte durée pour financer des opérations commerciales, comme l'association-tappūtum figurant dans le Code de Hammurabi, qui voit un bailleur de fonds remettre une somme à un agent commercial, les partenaires devant ensuite partager le profit à parts égales. Certains Babyloniens se livrent aussi à des activités financières privées. Le Code de Hammurabi légifère sur les activités de prêts (en cas de problème de remboursement, ou sur les garanties du prêt). Les taux d'intérêt pouvaient s'élever à 20 % pour les prêts d'argent et 33 % 1/3 pour les denrées alimentaires. La Code aborde également les activités des cabaretières ou tavernières (sābītum) spécialisées dans la fabrication et la vente de bière, et qui jouent le rôle de commerce de proximité. Le pouvoir les surveille car les tavernes sont des lieux où des fauteurs de troubles peuvent se rencontrer.
Les produits commercialisés au niveau local sont surtout des denrées alimentaires diverses, ou encore des matières premières textiles comme la laine, vendues en partie par le palais comme vu plus haut. Les métaux devaient en revanche être cherchés hors de Mésopotamie, mais on est peu renseignés sur leur commerce pour cette période en Babylonie. Le commerce dans le golfe Persique, qui servait à importer du cuivre de Dilmun (Bahreïn), décline sous la période de domination babylonienne alors qu'il avait contribué au développement de villes méridionales comme Larsa ou Ur durant les périodes précédentes. Au nord, la ville de Sippar devient une place de première importance pour l'importation de produits étrangers en Babylonie, et exporte également des produits textiles vers l'Assyrie, tout comme Babylone.

## Croyances et pratiques religieuses

### Divinités

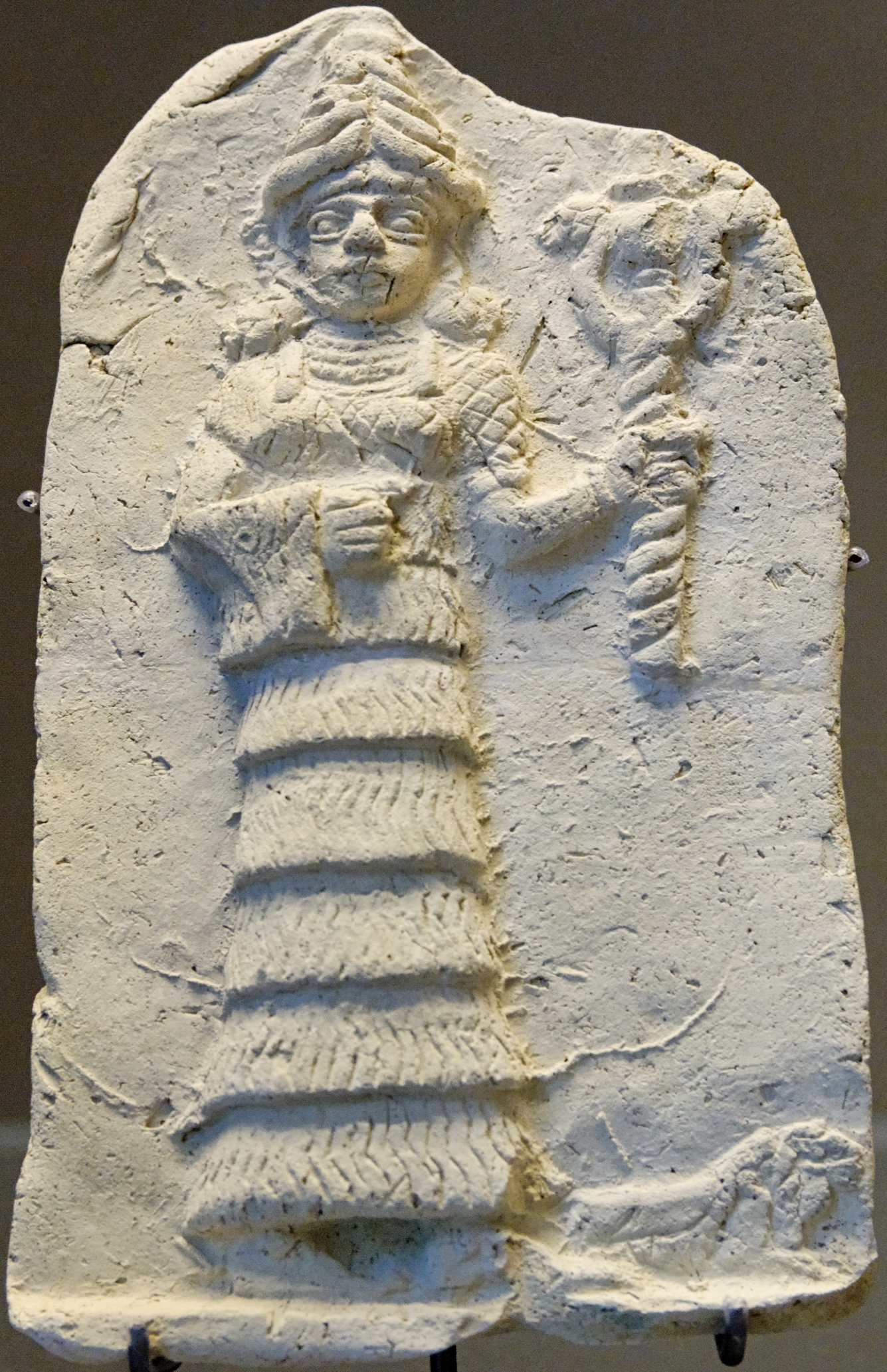
Plaque en terre cuite représentant une déesse, sans doute Ishtar, tenant une arme, début du IIe millénaire, Tell Asmar (Eshnunna).

Les Anciens mésopotamiens croyaient que l'être humain avait été créé par les dieux pour les servir. Les principales divinités mésopotamiennes sont le produit d'une longue évolution. On peut les désigner par leur nom sumérien ou leur nom akkadien si ceux-ci diffèrent, et leurs lieux de cultes principaux sont situés dans la ville dont elles sont les patronnes. Le grand dieu Enlil est vu comme le roi des dieux, maître de l'Air, pourvoyeur de la royauté terrestre, détenteur des tablettes de la destinée qui décident du sort des hommes. Son grand temple se trouve dans la cité sainte de Nippur. Il constitue une « triade » avec son père Anu, dieu du Ciel dont le lieu de culte principal est à Uruk, et son frère Enki/Ea, dieu de l'Abîme, divinité de la sagesse et de la magie, vénéré à Eridu. On trouve ensuite les grandes divinités célestes : Nanna/Sîn, le dieu-lune dont le temple principal est à Ur, et ses enfants Utu/Shamash le dieu-soleil, dieu de la justice, divinité tutélaire de Larsa et Sippar, et la déesse Inanna/Ishtar, la planète Vénus, déesse de l'amour et de la guerre dont le grand temple est à Uruk. On peut y ajouter Ishkur/Adad, dieu de l'orage et donc de la fertilité. Viennent ensuite des divinités guerrières comme le dieu Ninurta originaire de Nippur ou Zababa vénéré à Kish. Les divinités principales du monde infernal sont Ereshkigal, reine des Enfers, et son parèdre Nergal. La divinité tutélaire de Babylone, Marduk, de statut mineur avant l'affirmation de ce royaume, prend de l'importance au fur et à mesure que la puissance babylonienne augmente et que son temple, l'Esagil, fait l'objet de nombreuses donations. À côté de cela, les Mésopotamiens croyaient que le monde était habité par un ensemble d'êtres surnaturels, démons protecteurs ou néfastes, qui pouvaient agir pour le compte des dieux, notamment pour punir une personne qui n'aurait pas respecté l'ordre divin.

### Cultes et personnel religieux

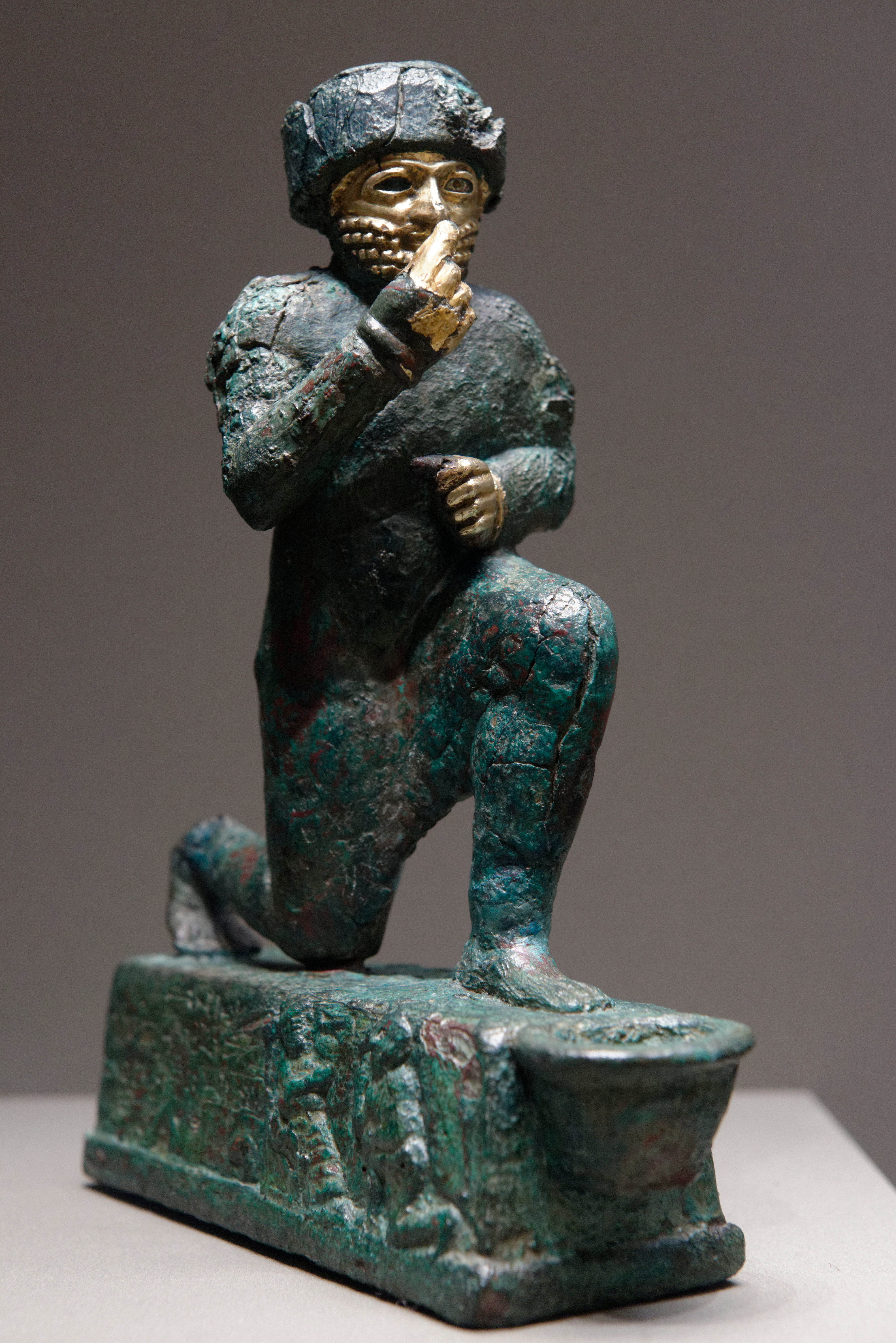
L'« adorant de Larsa », statuette en cuivre d'un homme en position de prière offerte au dieu Amurrum, règne de Hammurabi, musée du Louvre. L'inscription de dédicace dit : « À Amurrum, son dieu, pour la vie de Hammurabi, roi de Babylone, et pour sa propre vie, Lu-Nanna, [(titre)], fils de Sîn-le'i, a façonné une statuette de cuivre (en attitude) de suppliant, le visage plaqué or, et la lui a vouée pour (qu'elle représente) son serviteur. »

Le lieu principal d'exercice du culte est le temple, résidence terrestre de la divinité, qui y est présente sous la forme de sa statue qu'elle passe pour habiter réellement. Cette dernière se trouve dans la pièce principale du sanctuaire, le « saint des saints » ou cella. À la période paléo-babylonienne, c'est de plus en plus une salle de disposition barlongue dans laquelle l'autel ou la niche où se trouve la statue fait face à l'entrée, qui ouvre sur une cour intérieure organisant la circulation dans le bâtiment. Cette disposition reste dominante jusqu'à la fin de la civilisation babylonienne. C'est là qu'ont lieu la majorité des rituels du culte des divinités qui « résident » dans le temple. Dans ce dernier où à sa proximité, on trouve un ensemble de pièces et de bâtiments servant à l'exercice du culte : des bureaux, des magasins, des cuisines, plus loin des ateliers, les résidences du personnel cultuel qui peut être regroupé dans un même quartier. Les principaux complexes sacrés sont dominés par une ziggurat, monument à degrés dont la symbolique et la fonction exactes restent obscures.
L'entretien quotidien des dieux dans le sanctuaire prend différentes formes : un entretien alimentaire (boissons et nourriture) et vestimentaire, la purification du lieu saint du temple et de la statue, et une célébration par divers rituels accompagnés à l'occasion de chants et de musique. Les offrandes faites aux dieux proviennent de particuliers, et en priorité du roi. Il peut s'agir d'aliments, de vêtements, de mobilier, d'objets d'art, de propriétés foncières, etc. Le calendrier liturgique des différentes villes de Basse Mésopotamie était également marqué par des rituels et fêtes religieuses plus ou moins grandioses, certains associant le souverain à leur déroulement.
Le roi joue un rôle majeur dans le culte. Élu des dieux, qu'il représente sur terre, il doit s'assurer de l'entretien de leurs temples et de leur culte en signe de gratitude. Il n'est donc pas étonnant que les instructions royales fassent une large place aux actes de piété royale, qu'il s'agisse de constructions ou restaurations d'édifices cultuels, ou d'offrandes. Le roi exerce un contrôle sur les activités des temples, leur personnel et leurs ressources, qu'il peut d'ailleurs mobiliser à son profit si besoin. 
Le personnel des temples est généralement divisé entre le personnel chargé du culte et le personnel chargé de l'administration du patrimoine du temple, qui peut être très important comme vu plus haut. Mais la séparation entre les deux n'est pas forcément rigide, d'autant plus que les richesses du temple sont destinées en grande partie à son culte. Les prêtres chargés du culte ordinaire sont désignés sous le terme SANGA/šangûm, et sont dirigés par un chef. Ils peuvent être assistés par des prêtres spécialisés : les pašišum qui semblent s'occuper de l'entretien de la statue de la divinité, ou encore les lamentateurs (kalûm) et chantres (nârum) qui participent aux rituels, avant tout par leurs chants.  
Il existait également un personnel religieux féminin. Les mieux connues pour cette période sont les nadītum, religieuses attachées à un dieu et vivant dans une sorte de « cloître » (gāgum), attestées notamment à Sippar, Nippur et Babylone. Leur statut est abordé par le Code de Hammurabi, notamment la question de l'adoption, puisque si certaines d'entre elles peuvent se marier (mais pas celles de Sippar), elles n'ont jamais le droit d'avoir d'enfants. Dans les textes de la pratique, elles apparaissent surtout en tant qu'agents économiques, car beaucoup d'entre elles sont issues de familles prestigieuses, y compris royales, et ont des moyens financiers conséquents. En revanche elles ne semblent pas avoir un rôle particulier dans le culte religieux. Après les conquêtes babyloniennes, des membres de l'élite des cités conquises vouèrent certaines de leurs filles au dieu Marduk, ce qui peut être vu comme une manière d'affirmer leur loyauté envers leurs nouveaux maîtres par le biais du dieu de leur capitale.
Enfin, certains prêtres non rattachés à des temples étaient spécialisés dans des rituels différents, à savoir les exorcismes ou la divination, généralement par hépatoscopie (lecture des messages des dieux dans les entrailles de moutons). Un cas de prophétisme inspiré par le dieu Marduk est également connu à Babylone sous le règne de Hammurabi. Ces activités intéressaient de très près le roi, qui devait garder un contact régulier avec le monde divin, pour recevoir les directives des dieux et vérifier si ses entreprises ont leurs faveurs ou non.
Ce personnel peut être rémunéré par des rations d'entretien fournies par le temple, ou bien en recevant une partie des offrandes faites au dieu, ou encore par la concession de terres agricoles appartenant au sanctuaire, dont ils tirent leurs revenus. Une partie des charges cultuelles pouvait être segmentée et concédée à plusieurs personnes qui s'en répartissaient l'exercice chacun à leur « tour » (BALA) pour une durée variable : c'est le système désigné sous le terme de « prébende ». Il peut s'agir de personnes chargées de la préparation des aliments offerts à la divinité, ou bien de celles chargées de l'entretien de la statue ou des lieux sacrés du temple. Les charges de prébendes étaient rémunérées, et pouvaient même être louées.

### La mort et les rites funéraires
Suivant les croyances des Anciens mésopotamiens, les spectres des morts se dirigeaient vers un Au-delà situé sous terre, ce qui explique sans doute pourquoi ils ensevelissaient les cadavres des défunts, la plupart du temps sous terre, parfois dans des marécages. Ne pas disposer de tombe et de culte funéraire était vu comme un grand malheur. Des tombes ont pu être fouillées sur plusieurs sites. Les plus simples sont en terre, parfois maçonnées en briques, tandis que les plus élaborées sont des caveaux familiaux voûtés. Beaucoup ont été retrouvées sous des résidences, permettant ainsi de préserver les liens entre morts et vivants d'une maisonnée. Les défunts étaient généralement accompagnés dans leur dernière demeure par des objets funéraires, qui illustrent les inégalités sociales : les plus pauvres n'ont généralement que des céramiques, tandis que les plus aisés ont des bijoux, parures, des sceaux-cylindres, parfois des armes, etc..
Cela s'accompagnait de rituels liés au culte des ancêtres, dont le plus courant est le kispum, banquet funéraire présidé par le chef de famille renforçant le lien entre les vivants et leurs aïeux. De tels rituels assuraient le bien-être des défunts et prévenaient contre les perturbations par leurs spectres. Ce culte avait lieu près des tombes situées sous les résidences, ou bien dans des chapelles domestiques ; une maison de Nippur comprenait ainsi une « pièce du kispum » dédiée à ce type de rituel. Un texte de Sippar montre que les esprits ancestraux nommés lors de ce rituel pouvaient remonter jusqu'à la quatrième génération (comprenant aussi les oncles, grands-oncles et les tantes et grands-tantes qui n'avaient pas eu de descendance), mais il s'adressait en principe à tous les ancêtres, la « famille » (kimtum). Un texte daté du règne d'Ammi-saduqa donne la liste de tous les esprits invoqués lors d'un rituel kispum royal : les souverains antérieurs de la dynastie, nommés personnellement, jusqu'à leurs fondateurs, apparemment des chefs tribaux dont seul le nom est connu, ainsi que d'autres dynasties (« règnes », palû, littéralement « tours (de rôle) ») collectivement, les soldats tombés pour ces souverains, des princes et princesses de la dynastie non nommés.

## Le milieu lettré et savant

### Éducation

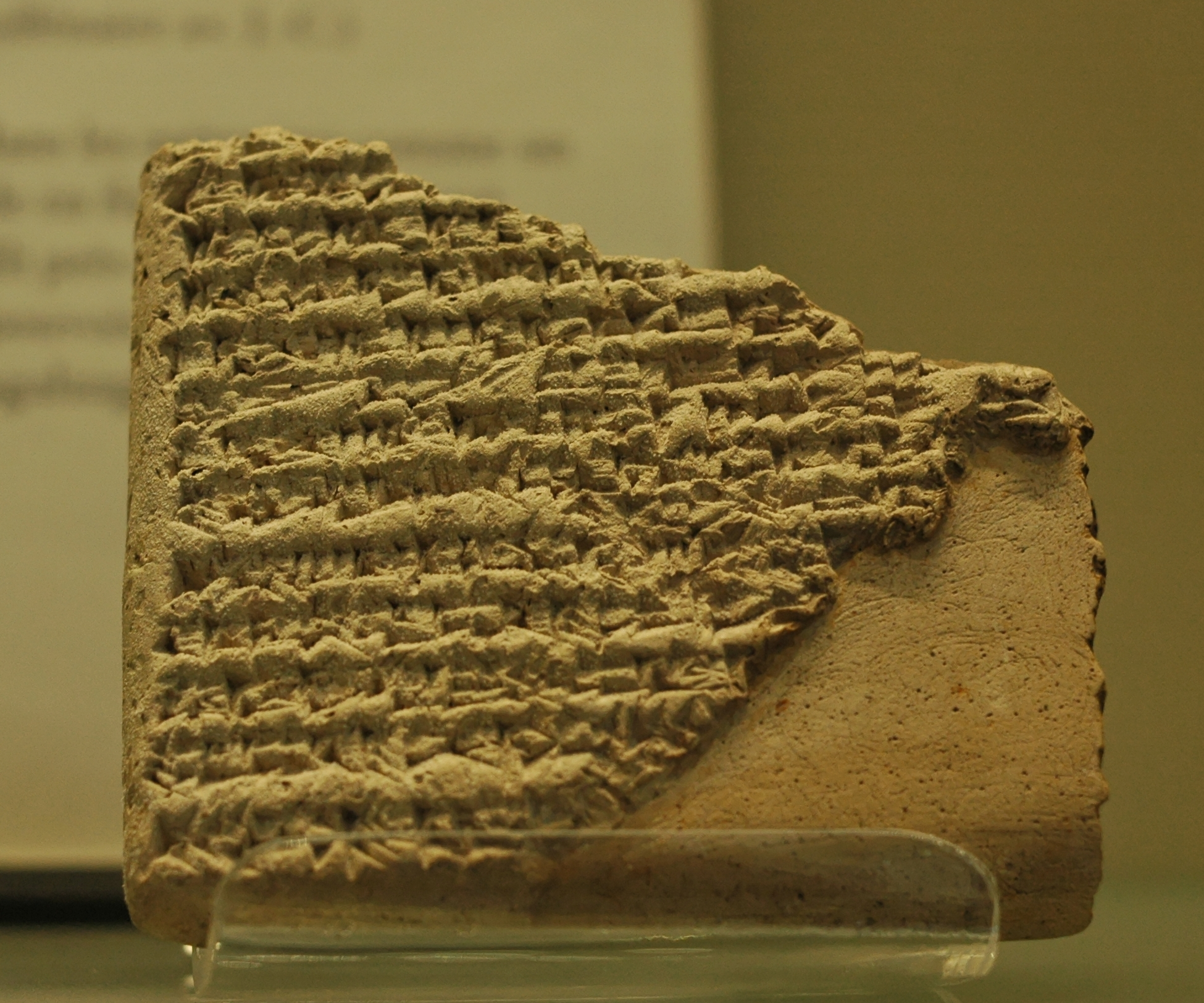
Une tablette « littéraire » fragmentaire de la période paléo-babylonienne, racontant le récit de la prise du pouvoir du roi Sargon d'Akkad, Musée du Louvre.

Les œuvres littéraires de la période paléo-babylonienne qui nous sont parvenues sont issues d'un milieu de scribes qui est l'héritier d'une longue tradition mise en place dans les millénaires précédents, reposant sur l'usage de l'écriture cunéiforme et de la langue sumérienne qui était encore au début du IIe millénaire la langue savante alors qu'elle avait cessé d'être parlée. Les scribes sont formés suivant des pratiques très bien connues pour la période paléo-babylonienne grâce aux nombreuses tablettes scolaires mises au jour à Nippur, Sippar et Ur. L'enseignement est de type privé, et se fait dans les résidences de scribes expérimentés qui forment des apprentis scribes. L'apprentissage est progressif : l'élève apprend à lire et tracer des signes de plus en plus complexes à l'aide de listes de signes constituant parfois de véritables syllabaires, ou avec des listes de noms propres, puis des listes lexicales comprenant des milliers de signes et mots (métiers, animaux, villes, plantes, objets, etc.). Les apprentis scribes, qui parlent probablement tous l'akkadien sous sa forme babylonienne, doivent être initiés au sumérien, qui reste dominant dans les textes écrits même si la place de l'akkadien est de plus en plus grande. Puis ils pouvaient se frotter au vocabulaire juridique, à la rédaction de contrats, copiaient des textes plus complexes comme des séries de proverbes puis des passages de mythes ou d'hymnes. Cela ouvre éventuellement sur une formation plus spécialisée, qui peut ensuite se faire dans les temples. C'est là que se forment les véritables lettrés, qui sont en général des desservants de sanctuaires, et c'est à eux qu'on doit la rédaction des œuvres littéraires majeures. Malgré cela, on notera que ces œuvres sont souvent connues à partir de copies provenant des écoles d'apprentissage des scribes.

### Littérature
« Chantez la déesse, la plus imposante des déesses,
Que soit glorifiée la maîtresse des gens, la plus grande des Igigu (les dieux) ;
Chantez Ishtar, la plus imposante des déesses,
Que soit glorifiée la maîtresse des femmes, la plus grande des Igigu.
Elle est revêtue d'allégresse et d'amour,
Elle est parée d'appas, d'attirance et de charme ;
Ishtar est revêtue d'allégresse et d'amour,
Elle est parée d'appas, d'attirance et de charme.
La littérature de la période paléo-babylonienne reprend l'héritage sumérien, notamment les traditions de la période de la troisième dynastie d'Ur (2112-2004) et ses hymnes dédiés à des souverains et à des sanctuaires. Sous les rois d'Isin et de Larsa ayant précédé la domination babylonienne, des œuvres nouvelles sont encore rédigées en sumérien. La conquête des villes de culture sumérienne sous Hammurabi, et en particulier celle de Larsa, s'accompagne d'un transfert forcé de leurs lettrés, mis au service du conquérant, qui a sans doute joué un rôle important dans l'essor culturel de Babylone qui s'ensuit. 
Sous Hammurabi et ses descendants, la littérature en akkadien prend le dessus, même si on conserve les genres littéraires sumériens. Le Code de Hammurabi est par exemple l'héritier de recueils de jurisprudence rédigés en sumérien, et consiste en un véritable hymne à la gloire du roi et de son sens de la justice. Des hymnes aux dieux sont rédigés sous les rois paléo-babyloniens : la Prière aux dieux de la nuit et l'Hymne à Ishtar du roi Ammi-ditana. Des textes épiques réfléchissant sur les limites de la condition humaine, et notamment l'impossibilité d'accéder à la vie éternelle et l'inéluctabilité de la mort, sont mis au point à partir de mythes plus anciens : le Mythe d'Etana, le Mythe d'Adapa, et la fameuse Épopée de Gilgamesh dont une première version est datable de cette époque, ou encore la Ballade des Héros des temps jadis, connue par une version sumérienne et une autre akkadienne. On peut y ajouter le mythe d’Atra-hasis (le « Supersage »), qui comprend la plus ancienne version attestée du mythe du Déluge, sans doute développé à la période d'Isin-Larsa, au cœur d'un vaste récit rassemblant plusieurs mythes relatifs aux relations entre hommes et dieux. Le genre des listes lexicales connaît une floraison à cette époque, et est très représenté dans les corpus de textes scolaires, où apparaissent notamment des listes bilingues sumérien/akkadien aidant à l'apprentissage de la première langue. On y trouve les versions anciennes, encore non fixes, de principales listes canoniques mises au point à la période médio-babylonienne.

### Sciences

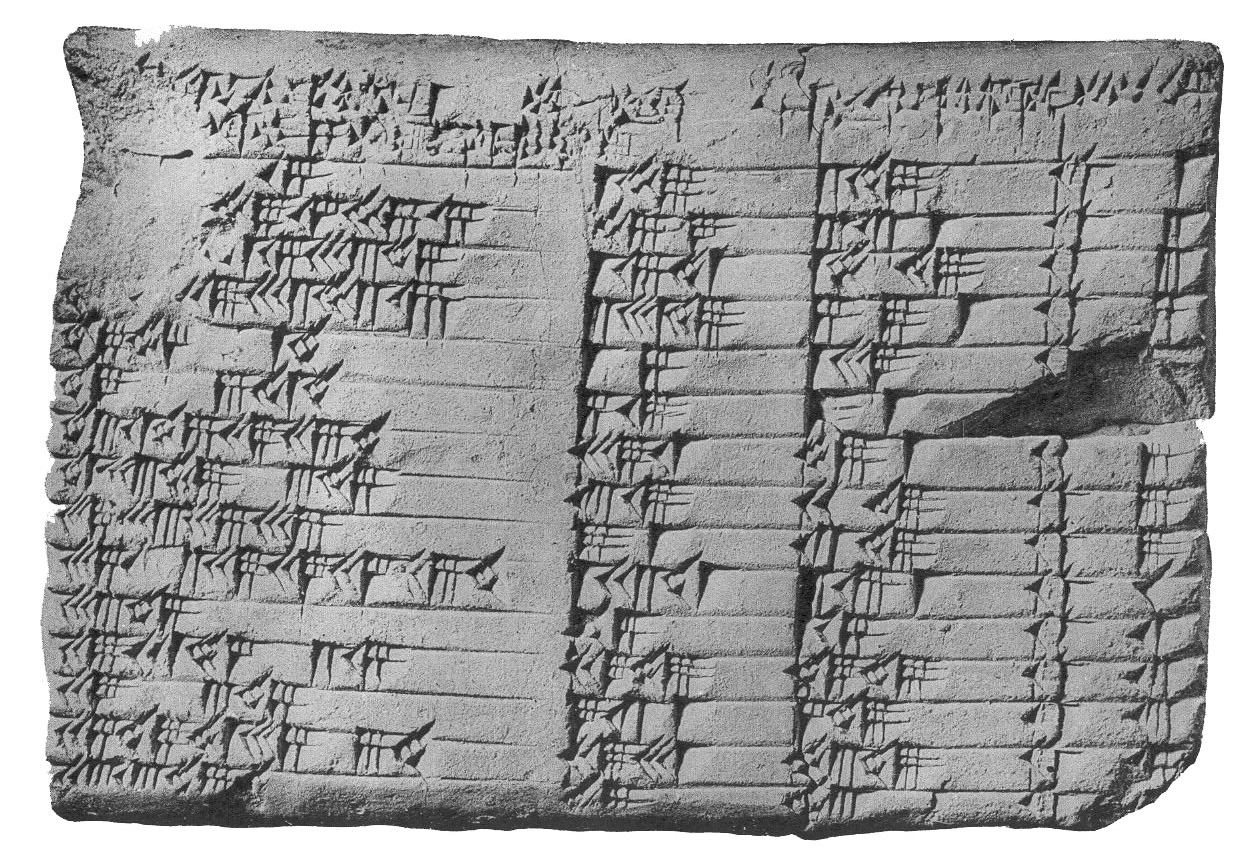
La tablette mathématique Plimpton 322.

Comme dans les autres domaines de la culture, les textes « scientifiques » de la période paléo-babylonienne, provenant avant tout du milieu scolaire, se placent dans la droite ligne de ceux des périodes précédentes, en même temps qu'il y a des innovations cruciales. Ainsi, les compilations d'observations astronomiques à des fins divinatoires se développent à cette période, même si cette discipline n'est pas encore très importante, car la pratique divinatoire la plus répandue alors est l'hépatoscopie comme vu plus haut. L'état de certaines disciplines comme la médecine est mal connu pour cette période, reposant essentiellement autour de quelques incantations à fins thérapeutiques.
La discipline scientifique qui connaît le développement le plus important à la période paléo-babylonienne sont les mathématiques, puisqu'on admet généralement qu'il y a eu une stagnation dans ce domaine durant les périodes postérieures de l'histoire mésopotamienne. Comme pour l'écriture, le cursus d'apprentissage des mathématiques peut être reconstitué. Les Mésopotamiens distinguaient depuis le IVe millénaire entre des systèmes métrologiques variés pour quantifier (les capacités, les poids, les surfaces ou les longueurs), et un système de numération sexagésimale (base 60) positionnelle servant à effectuer les calculs, et dont les résultats pouvaient ensuite être convertis dans les unités de mesure. Différents textes aidaient à l'assimilation de ces systèmes : des listes métrologiques, des tables numériques, et des tables de conversion entre système sexagésimal et systèmes de mesure. Des exercices partant d'exemples qui se voulaient concrets (travaux de construction, travaux agricoles) permettaient l'entraînement des apprentis scribes qui ensuite utilisaient leur expérience dans la gestion des institutions économiques. Les connaissances les plus avancées de cette période relevaient surtout de l'algèbre et du calcul numérique (résolutions de problèmes allant jusqu'au huitième degré, algorithmes, calcul de puissances, etc.). Un des exemples les plus fameux des capacités des « mathématiciens » babyloniens est la tablette Plimpton 322, une liste de triplets pythagoriciens, montrant la maîtrise du théorème de Pythagore plus de mille ans avant Pythagore.

## Les réalisations artistiques de la Babylonie amorrite
Si l'art mésopotamien du début du IIe millénaire est plutôt bien documenté, les œuvres provenant du royaume babylonien à proprement parler (ou du moins celles qu'il est possible de rattacher assurément à cette période) sont peu nombreuses, la plupart des œuvres d'art provenant de sites (notamment Eshnunna et d'autres villes de la Diyala, Larsa) pour des périodes durant lesquelles ils n'étaient pas incorporés dans le royaume de Babylone.

### Sculptures en terre cuite
L'une des formes d'art les mieux connues est la sculpture sur terre cuite. Ces plaques sont réalisées à partir de moules, plutôt que par modelage. Leurs lieux de découverte les singularise par rapport aux autres objets d'art de la période : elles ont surtout été mises au jour dans des quartiers d'habitation, même s'il s'en est trouvé dans des temples et des sépultures. Le fait qu'elles puissent être produites en grand nombre dans une matière commune dans le Sud mésopotamien implique des prix nettement moindres que pour les œuvres en pierre dure ou en métal, ce qui en fait une forme d'art populaire, reflétant les croyances et pratiques d'une large partie de la population. Celles qui ont été trouvées dans les temples avaient une finalité votive, en revanche celles mises au jour dans les espaces domestiques étaient plutôt associées aux cultes familiaux, ou des sortes d'images pieuses ou encore des objets protecteurs. Il est difficile d'identifier ce qu'elles représentent : les représentations des déesses sont courantes, et il est tentant d'identifier plusieurs de ces personnages comme des représentations d'Ishtar ; les liens avec des rites de fécondité sont probables pour des représentations de femmes nues et de couples faisant l'amour ; d'autres renvoient à des thèmes mythologiques, représentent des génies ou démons ; enfin plusieurs de ces objets représentent des musiciens ou des artisans au travail.

Plaques en terre cuite de la période paléo-babylonienne
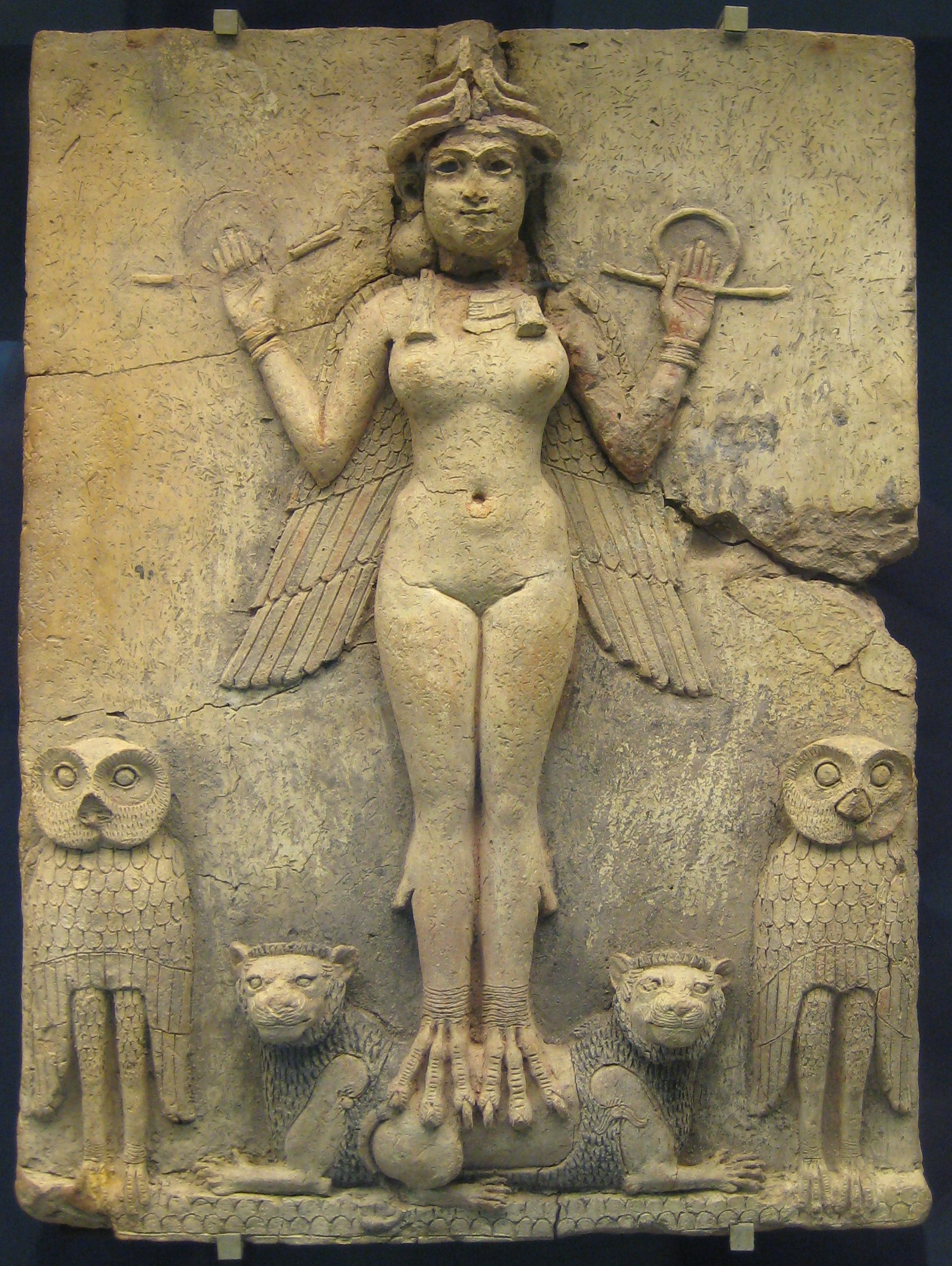
La « Reine de la nuit » (Ishtar ?), sur la plaque Burney. British Museum.
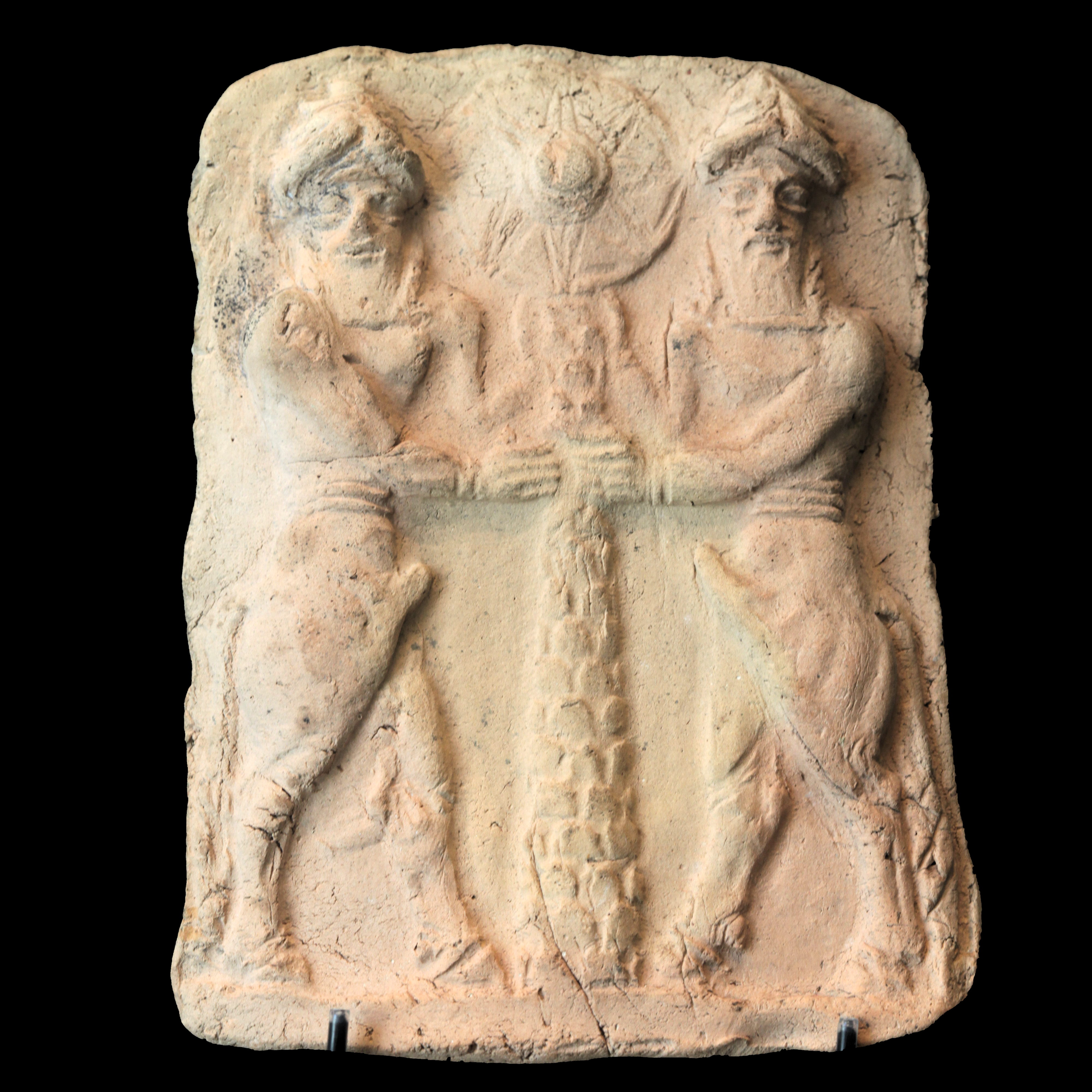
Hommes-taureaux encadrant un arbre sacré surmonté d'un astre. Musée du Louvre.
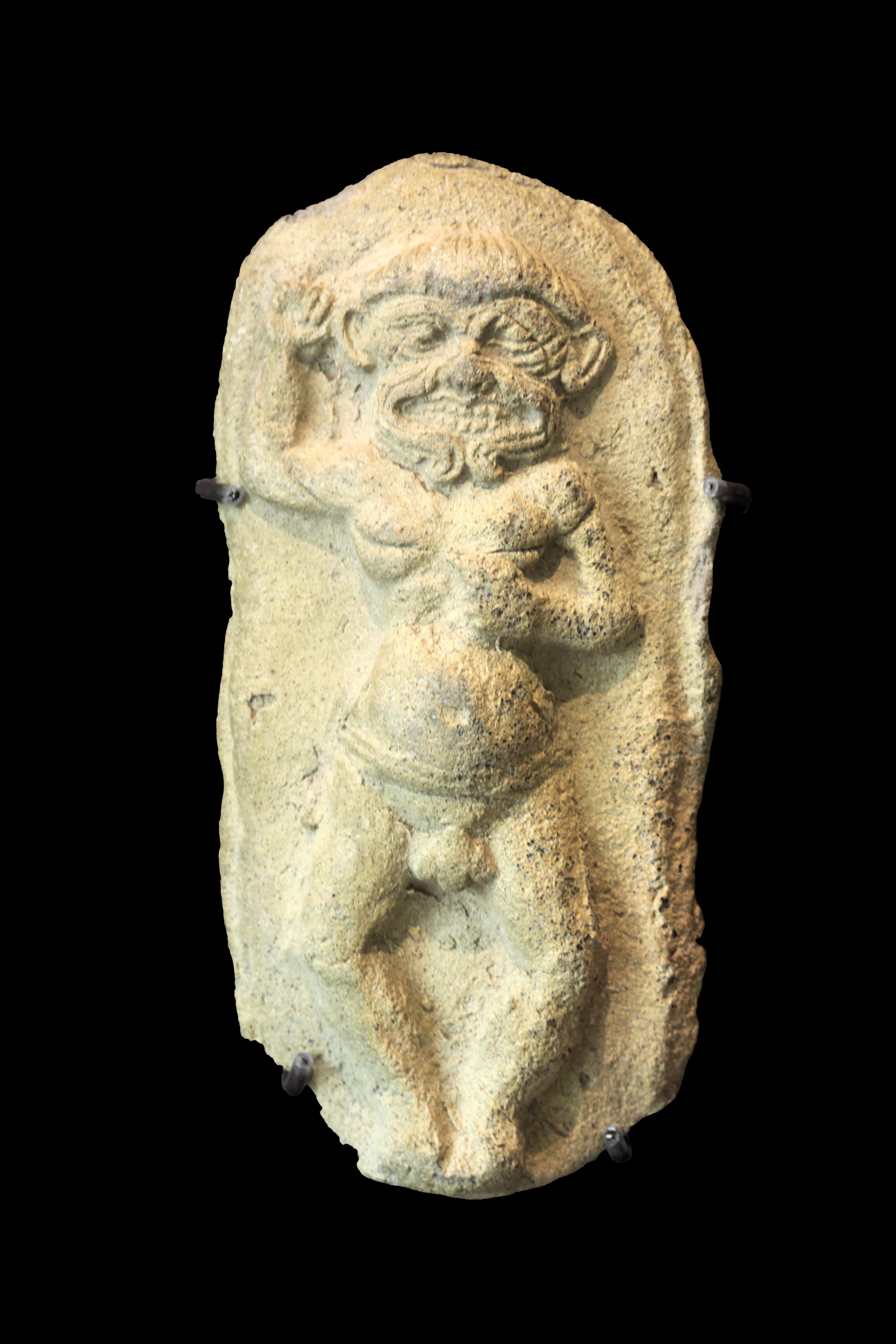
Le démon Humbaba. Musée du Louvre.
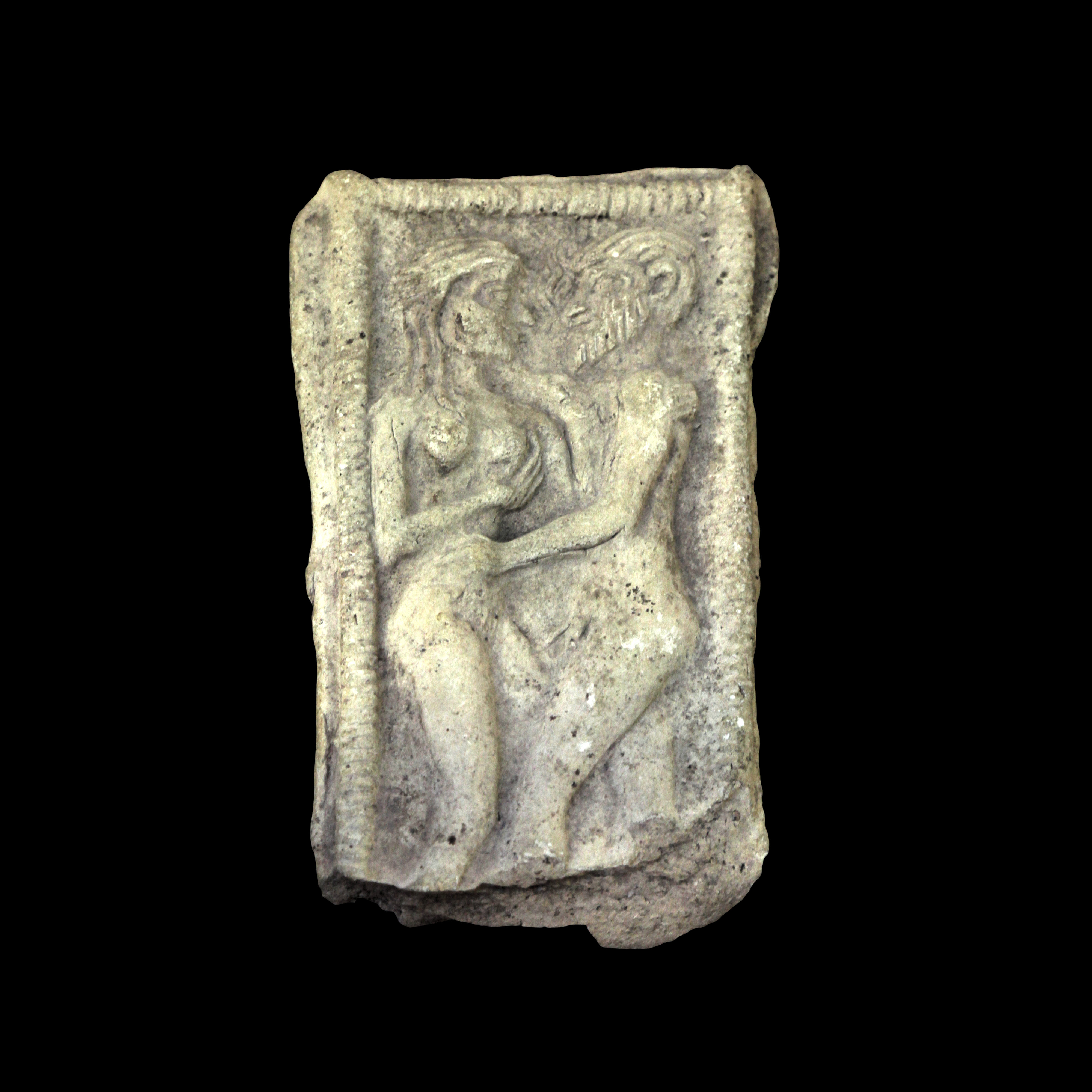
Couple enlacé sur un lit. Musée du Louvre.
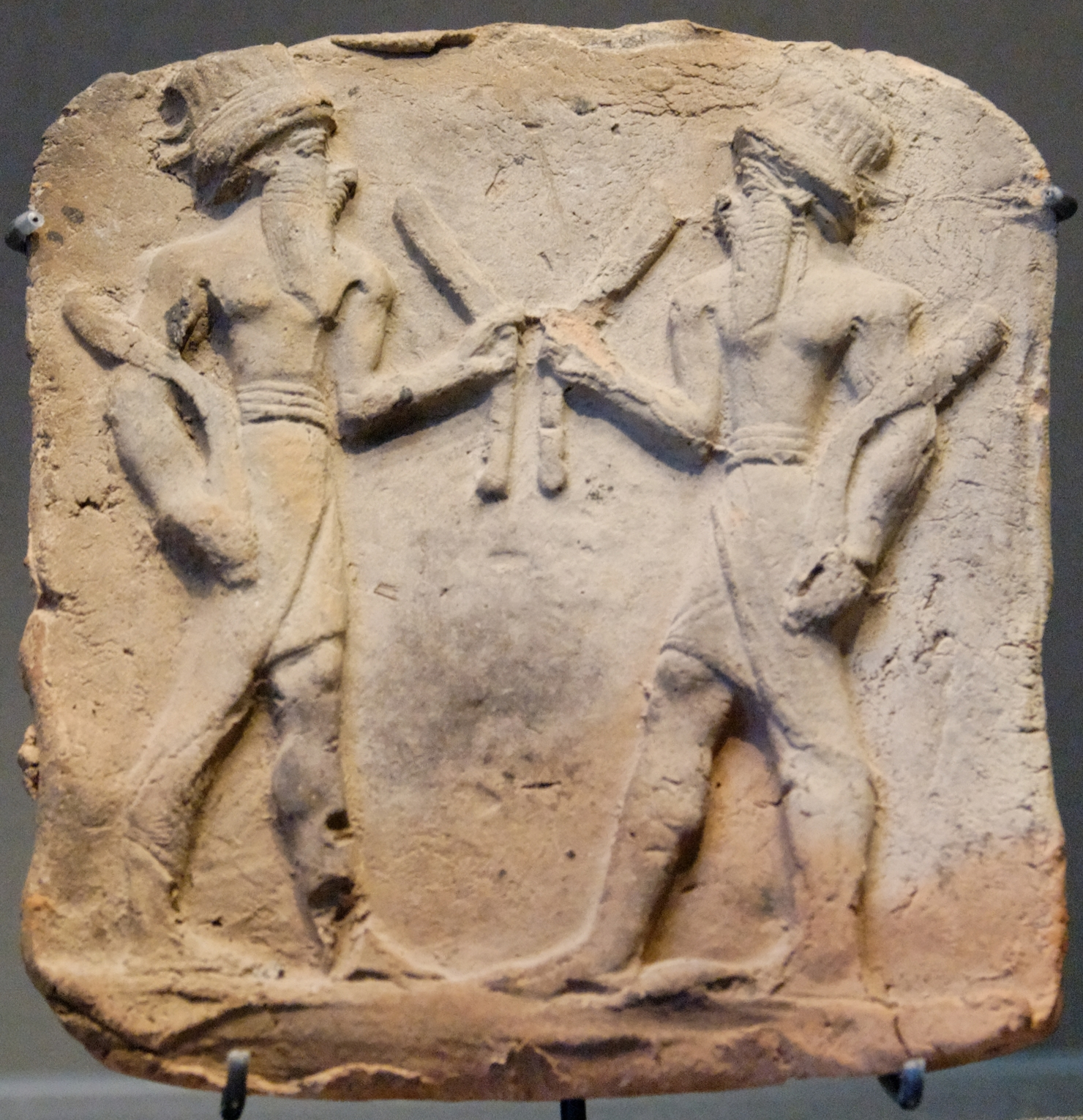
Danseurs avec des claquoirs. Musée du Louvre.
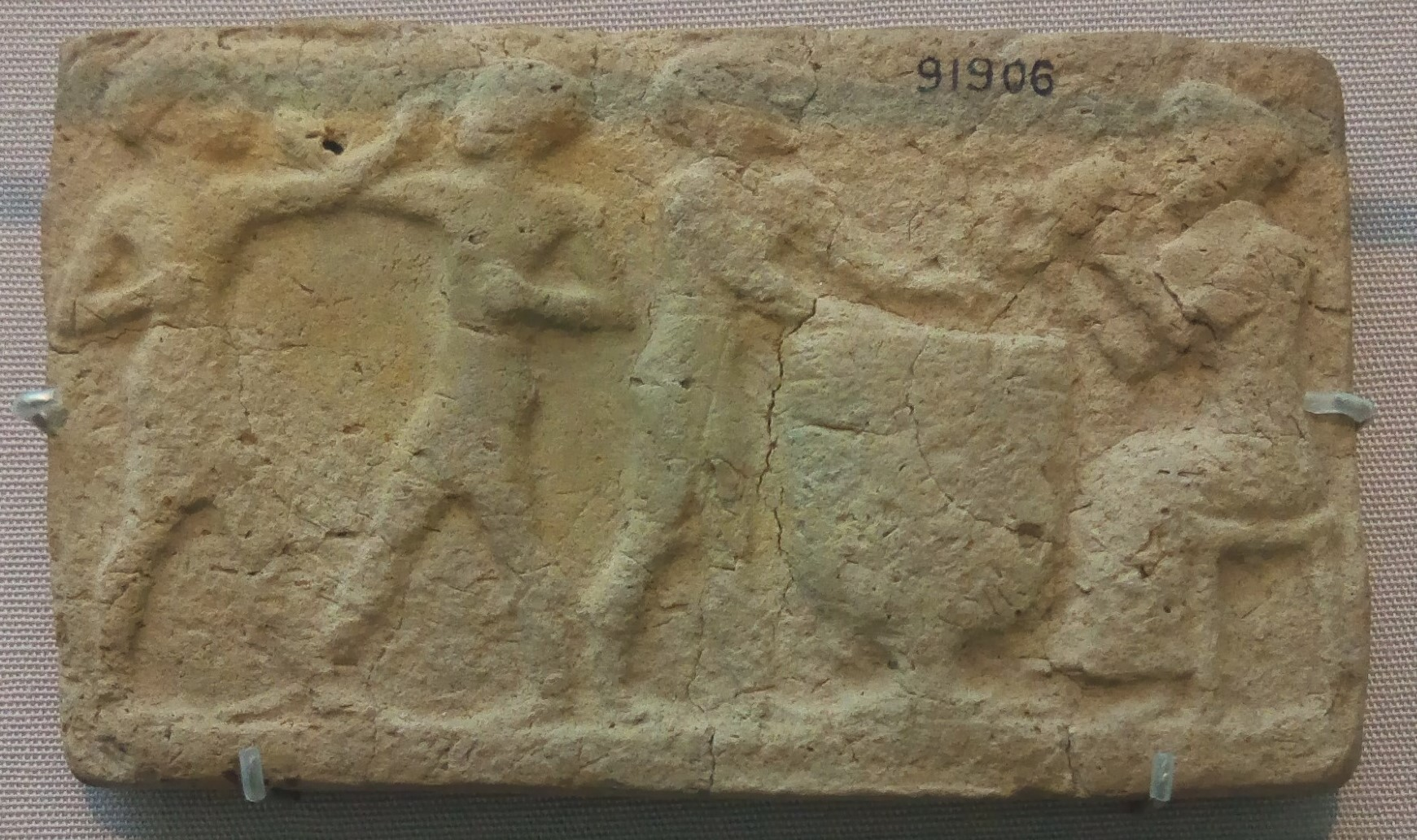
Deux hommes boxant et deux musiciens jouant du tambour et du claquoir. Larsa, British Museum.
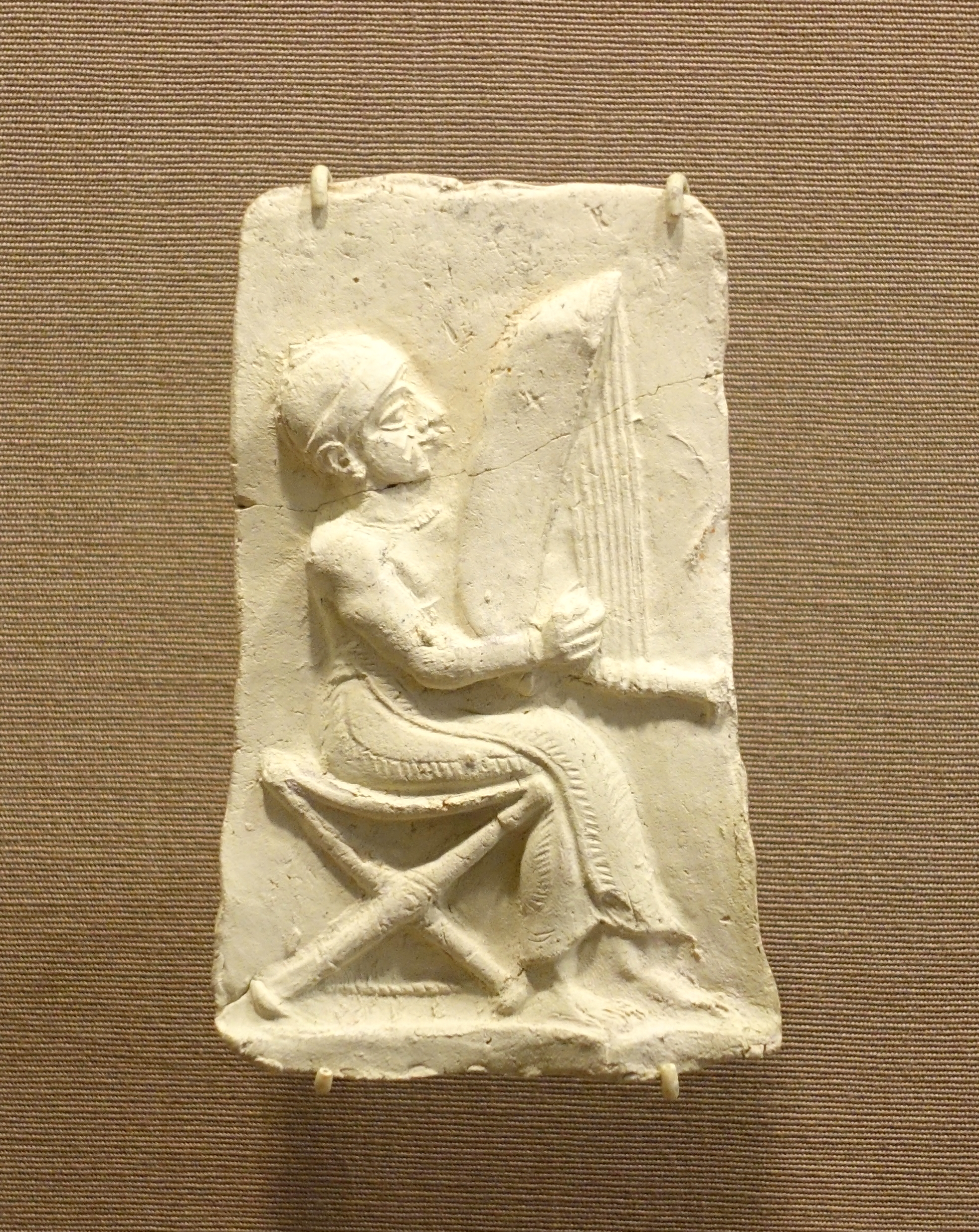
Harpiste. Musée de l'Oriental Institute de Chicago.

### Représentations royales
La sculpture sur pierre de la période paléo-babylonienne reprend les codes artistiques posés durant les siècles précédents, sans originalité. On connaît des exemples de bas-reliefs sur stèles comme celui qui domine la stèle du Code de Hammurabi représentant le roi debout en prière face du dieu Shamash assis sur un trône. Deux autres sculptures représentent peut-être ce même souverain : une stèle en calcaire vouée par un fonctionnaire royal à la déesse Ashratum, fragmentaire, et une tête qui appartenait à une statue en ronde-bosse en diorite dont le corps a été perdu, représentant un roi idéalisé, sans expression. 

Représentations royales
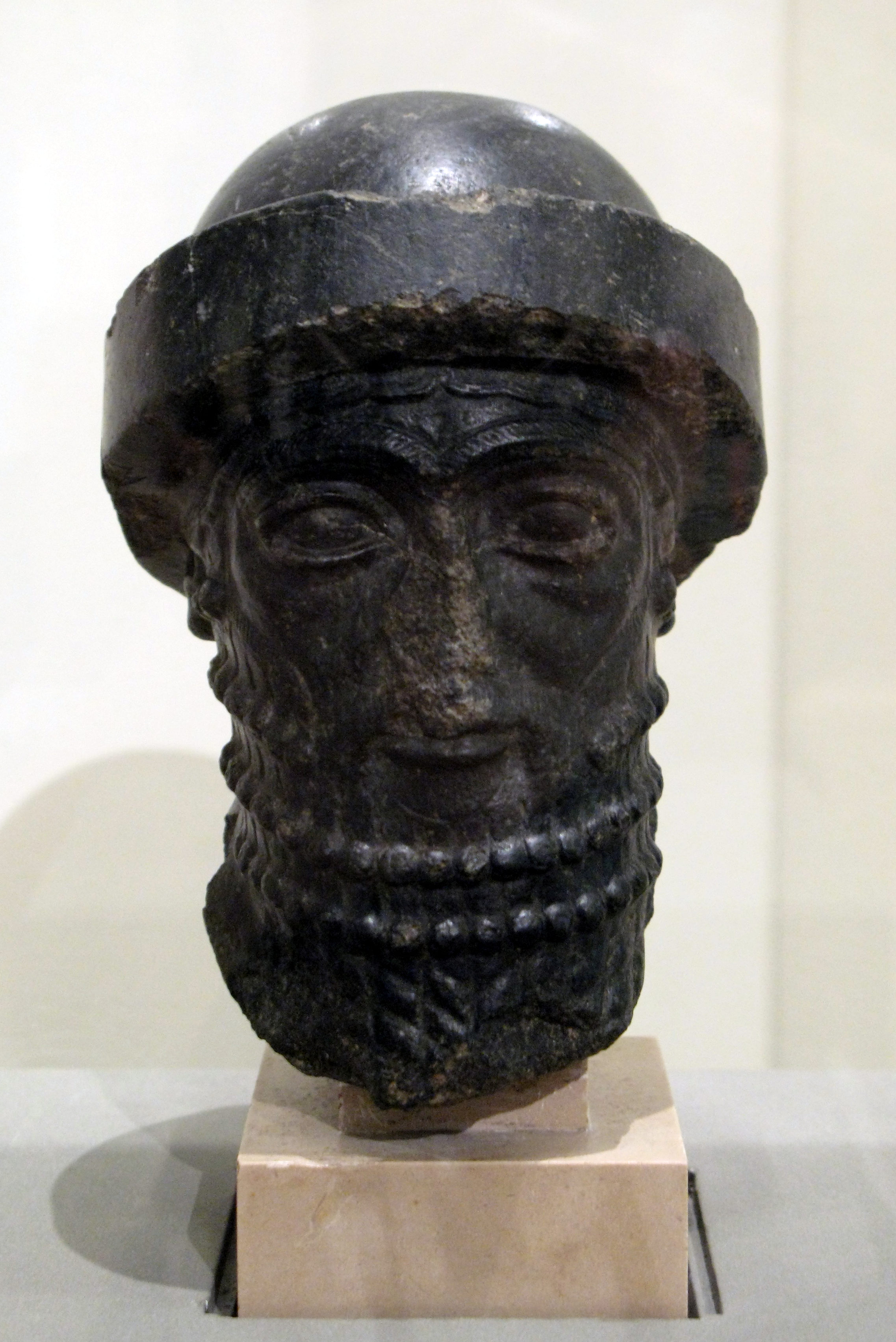
Tête sculptée d'un roi inconnu (Hammurabi ?), le reste du corps ayant disparu, diorite, Musée du Louvre.
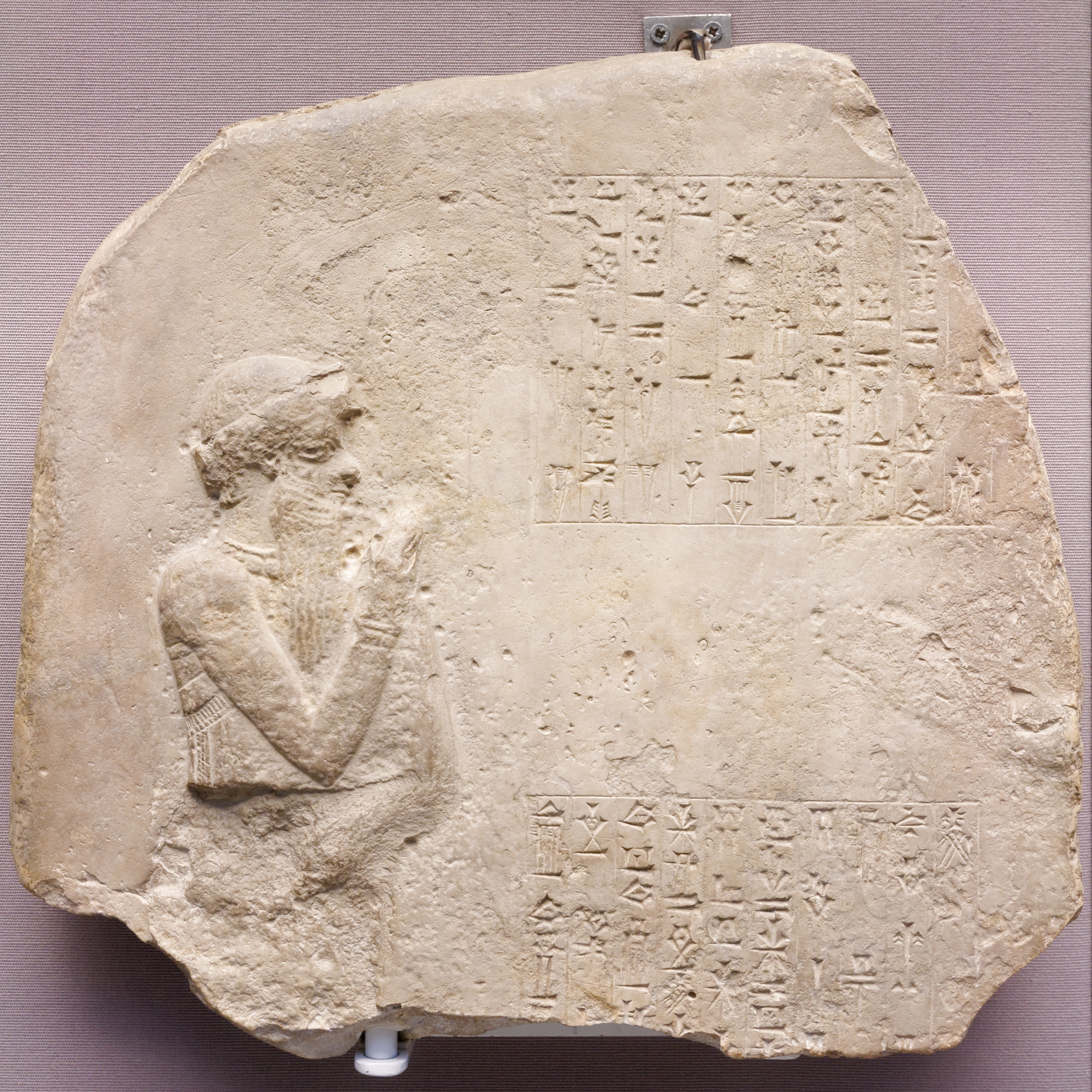
Stèle votive consacrée pour la vie du roi Hammurabi, sans doute le personnage représenté. British Museum.

### Statues votives

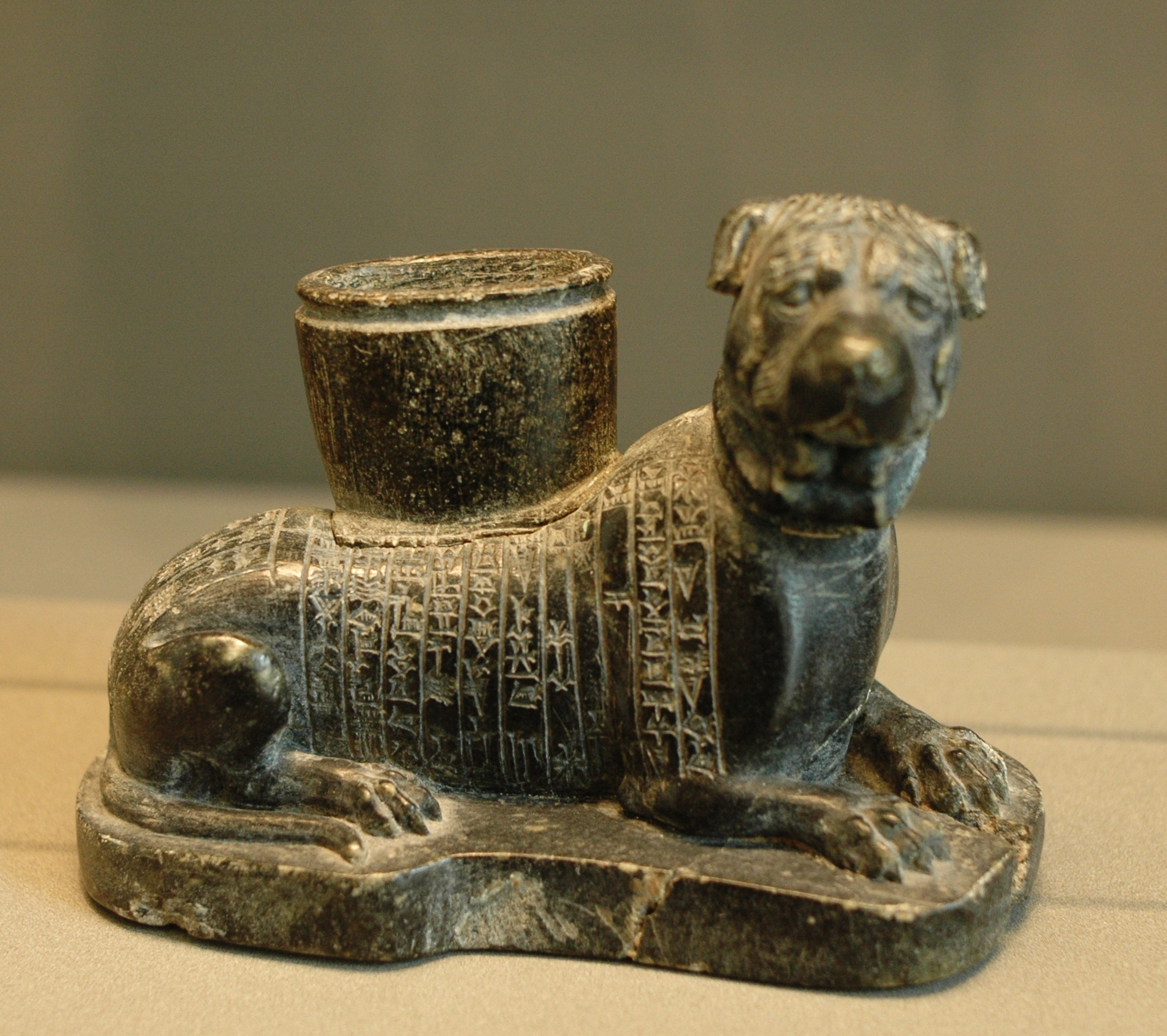
Statuette votive d'un chien, animal de Ninisinna/Gula, supportant un récipient servant à mélanger les herbes médicinales, offerte à la déesse par un médecin de Girsu (Tello), Musée du Louvre.

Plusieurs statues représentant des divinités sont connues pour la période paléo-babylonienne. Il s'agit alors de statuettes votives. On connaît ainsi plusieurs représentations de déesses protectrices lama, dont la popularité était croissante à cette période, ainsi que des représentations de divinités plus difficiles à identifier, comme un dieu à quatre visages représenté sur une statuette provenant sans doute d'Eshnunna, datant de la période antérieure à la domination babylonienne. Des statuettes de divinités en argile ont été découvertes dans un état fragmentaire, ne préservant que le buste ou le visage ; il s'agit de personnages masculins barbus, avec la tiare à cornes caractéristiques des divinités mésopotamiennes.
Les statues représentant des personnages en position de prière, les portraits votifs, étaient une autre forme de statuaire de la Mésopotamie antique depuis les époques archaïques. Conçues comme un substitut de la personne représentée, elles lui permettent en quelque sorte de prier en permanence la divinité à laquelle elles sont offertes. Peu sont parvenues de les époques babyloniennes, ceux qui sont connus datant de la période paléo-babylonienne. Parmi les statues en métal de ce type, l'« adorant de Larsa », en cuivre plaqué de métal au niveau des mains et du visage, représente un dignitaire genou à terre, la main levée devant le visage (un geste de prière), avec un socle en métal inscrit et gravé d'un scène d'hommage à un dieu, et comportant une petite vasque, ayant pu servir pour brûler de l'encens. La statue est vouée au dieu Amurru « pour la vie » du roi Hammurabi. Une statuette en terre cuite de la même période représente un orant dans une posture similaire, tandis qu'une autre statuette de bronze plaqué d'or au niveau du visage représente une orante vêtue d'un vêtement long, peut-être une prêtresse, là encore avec un récipient à encens.
Les statues votives représentaient par ailleurs des animaux. Des statues en bronze d'époque paléo-babylonienne, sans doute vouées au dieu Amurru en même temps que l'adorant de Larsa, représentent ainsi un bélier couché et un groupe de trois bouquetins supportés par des génies, dont le visage est là aussi plaqué d'or. Il s'agit probablement d'animaux lié au dieu, qui représente les régions sauvages des montagnes voisines de la Babylonie. De la même époque date une statuette de chien, l'animal-symbole de la déesse Ninisinna/Gula, dont c'était l'animal attribut, qui lui avait été offert pour la protection du dédicant.

Statuaire en métal de la période paléo-babylonienne
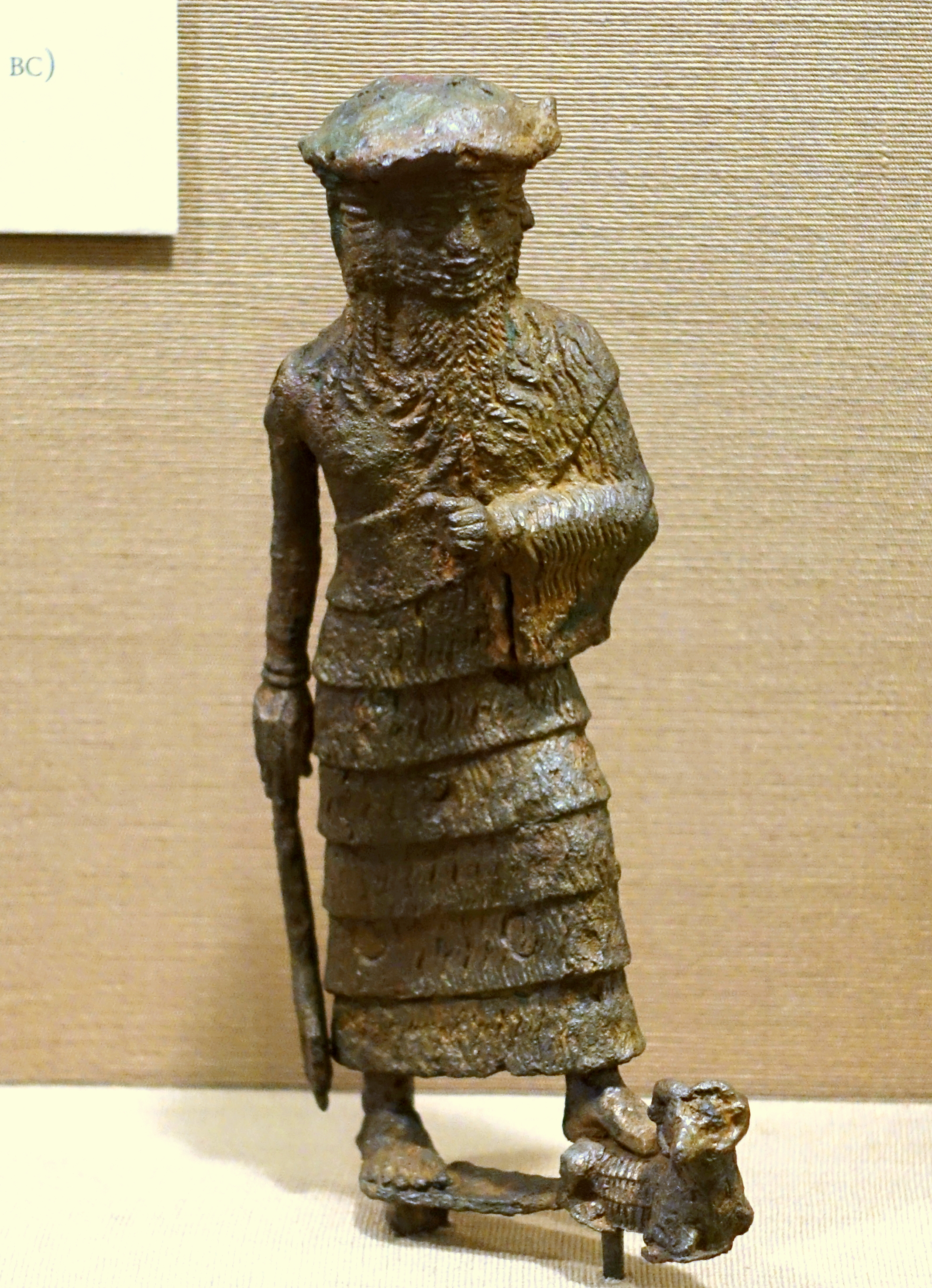
Dieu à quatre visages. Probablement originaire d'Eshnunna. Musée de l'Oriental Institute de Chicago.
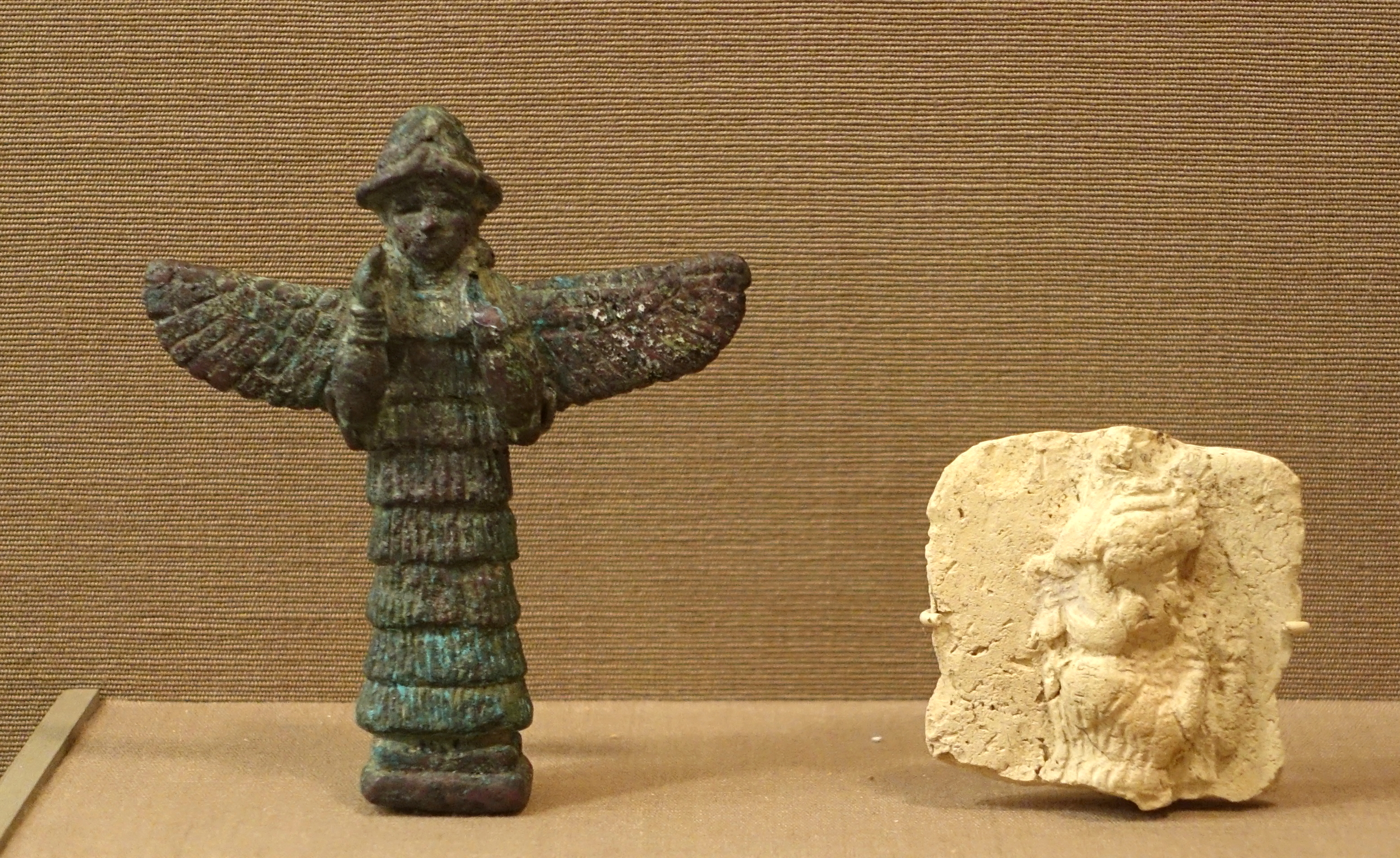
Déesse protectrice. Musée de l'Oriental Institute de Chicago.
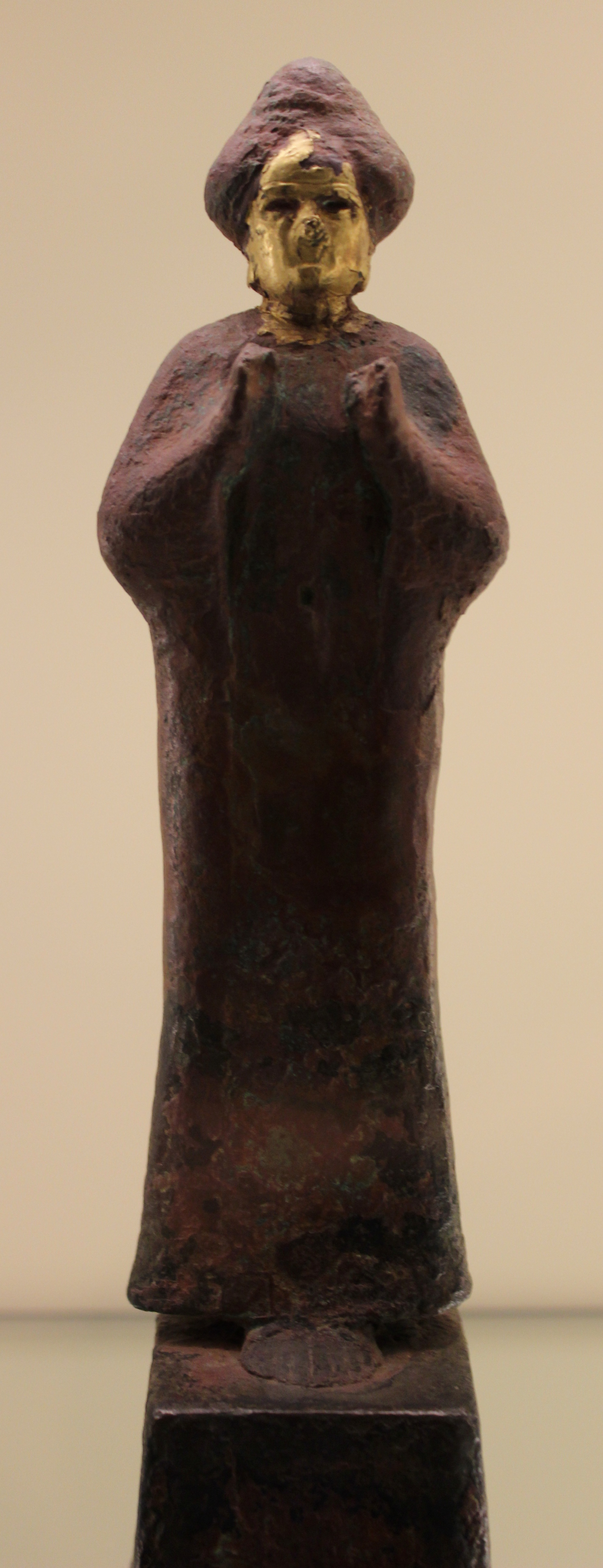
Statuette d'orante. Pergamon Museum.
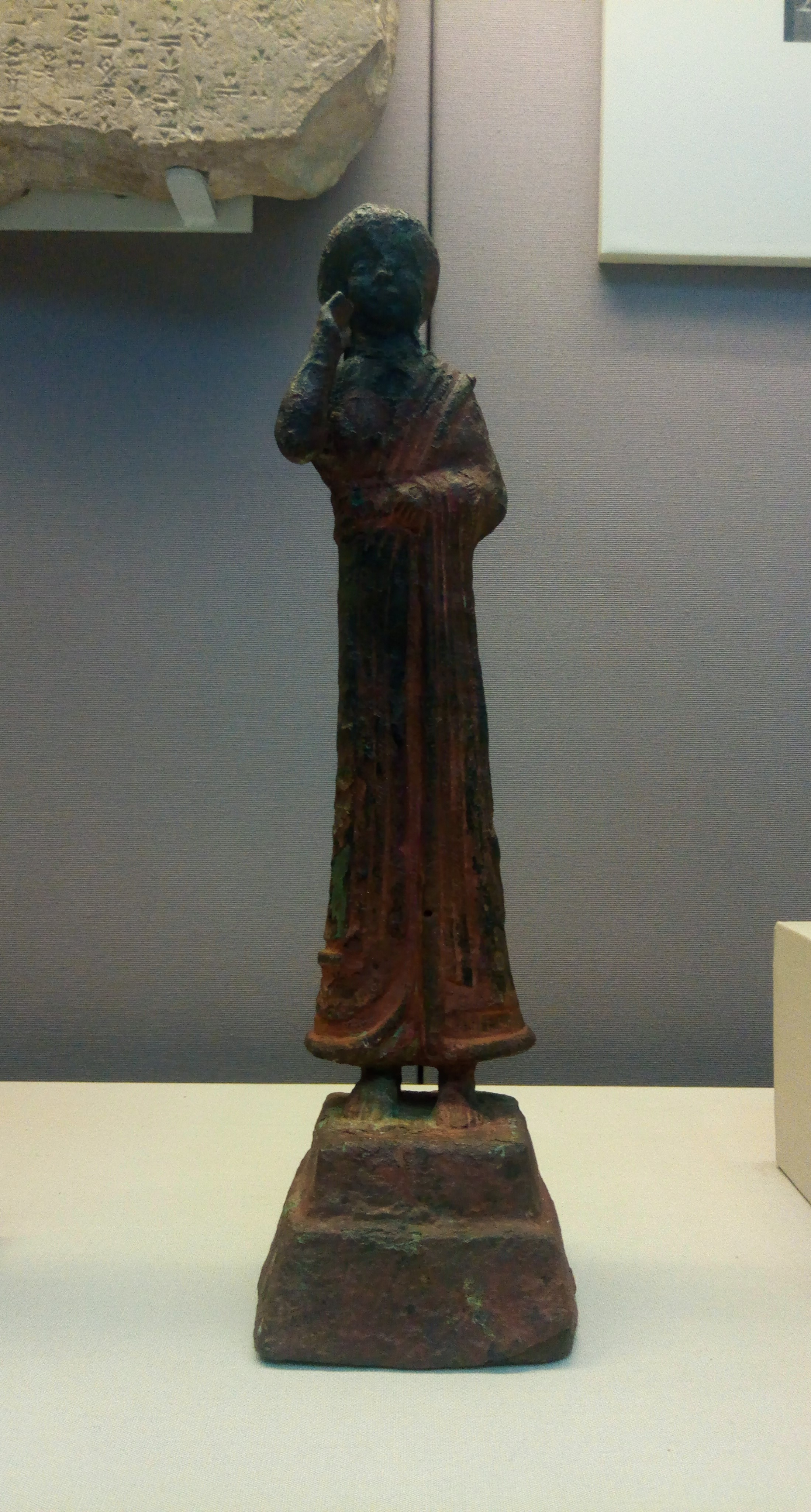
Statuette en alliage cuivreux d'un orant debout priant la main levée. Sippar, British Museum.
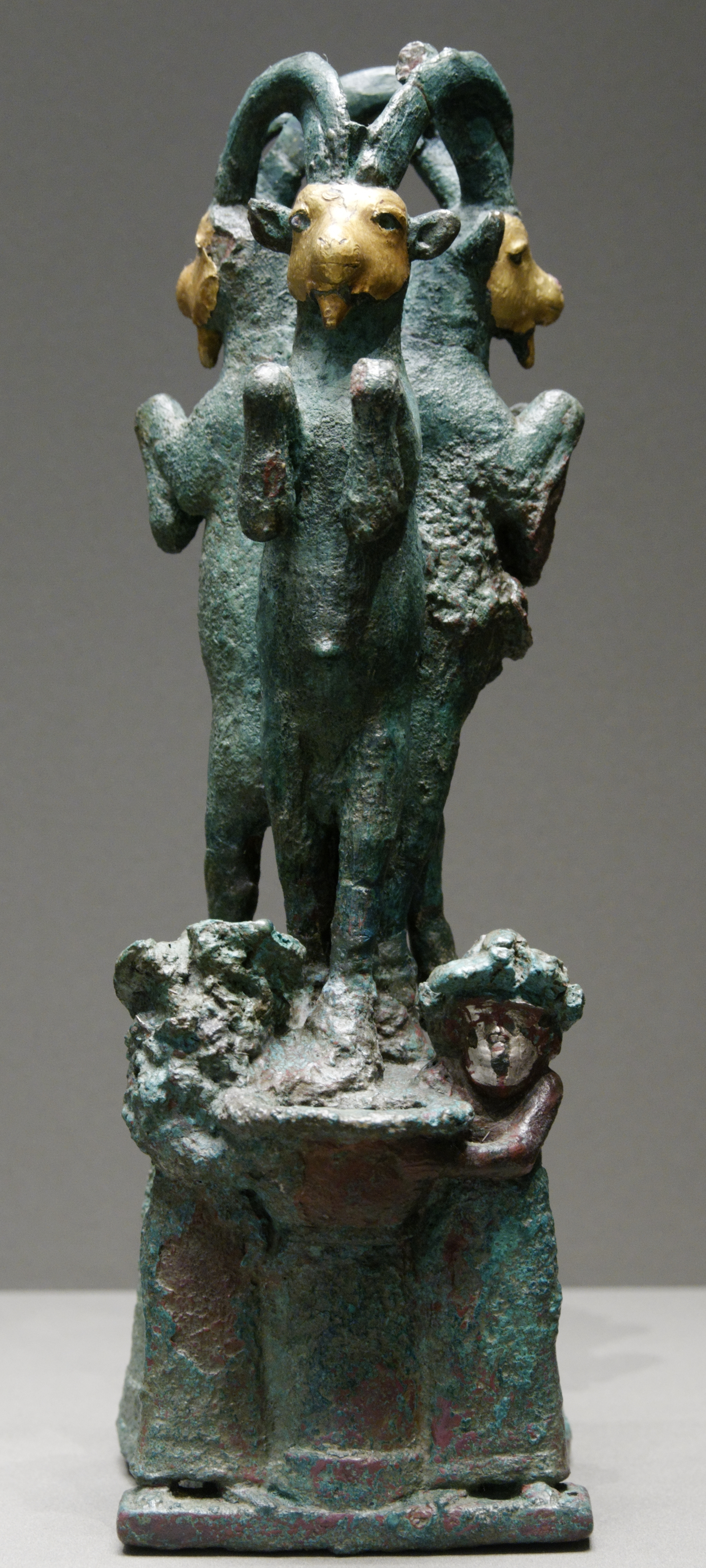
Statuette représentant trois bouquetins supportés par des divinités. Musée du Louvre.

### Orfèvrerie

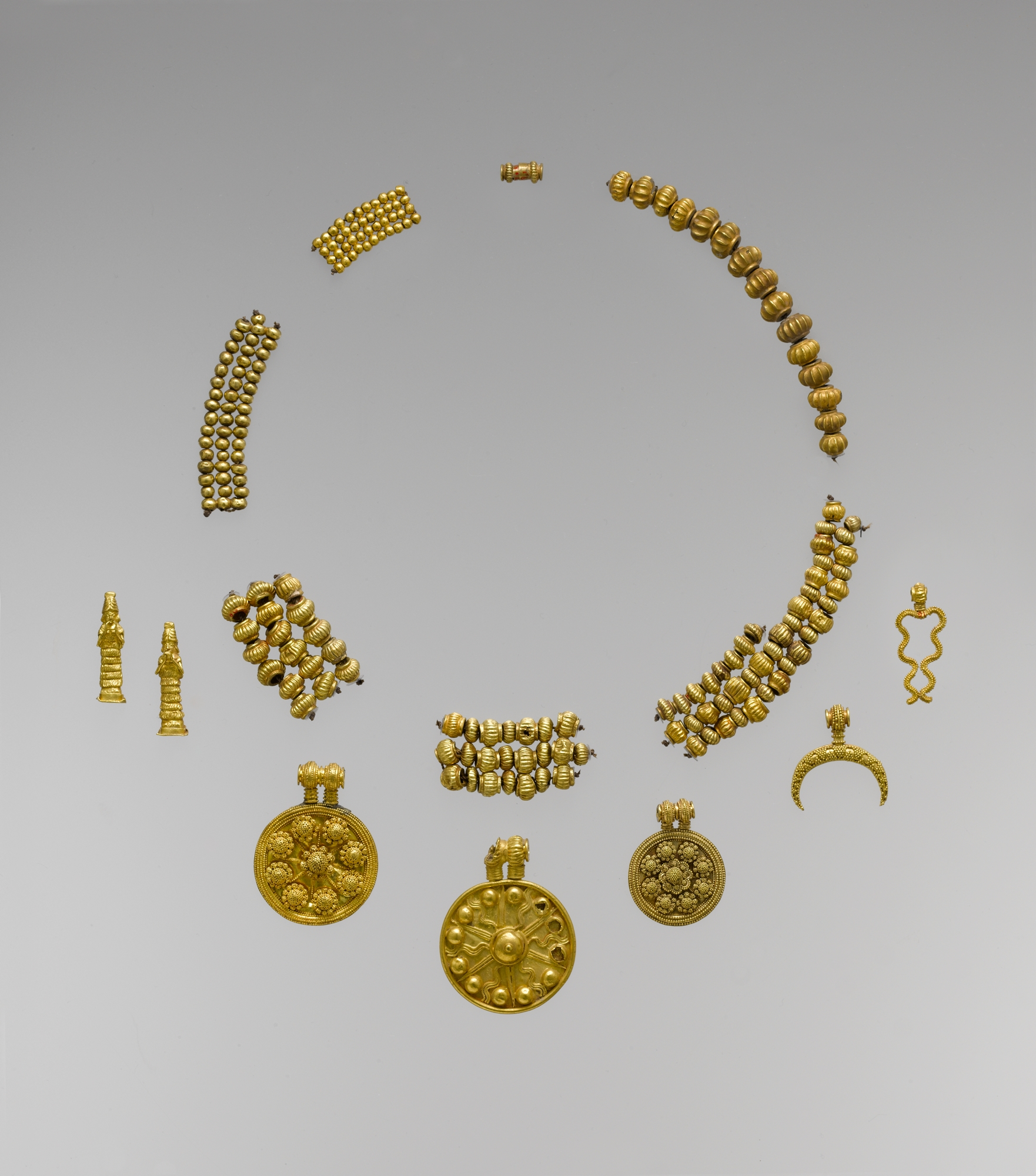
Les perles composant le collier et les pendentifs symbolisant des divinités trouvés dans le « trésor de Dilbat », daté de la fin de la période paléo-babylonienne. Metropolitan Museum of Art.

Les orfèvres mésopotamiens maîtrisent depuis plusieurs siècles des techniques comme l'incrustation, de soudage et de filigrane, et cela se voit dans les bijoux en or qu'ils réalisent, notamment des épingles, et des pendentifs et pendeloques représentant des symboles divins (croissant de lune, disque solaire, foudre) ou des déesses-protectrices. Ces œuvres, qui avaient manifestement une fonction apotropaïque, sont connues grâce à des trésors, enfouis dès l'Antiquité pour éviter des déprédations, mis au jour à Larsa et à Dilbat.

### Glyptique
En ce qui concerne la glyptique, son support privilégié est alors le sceau-cylindre caractéristique de la civilisation mésopotamienne, dont le nombre croît fortement à la période paléo-babylonienne avec la multiplication des actes juridiques qu'il servait à authentifier. Ces cylindres sont taillés dans plusieurs types de pierres : l'hématite surtout, mais aussi la cornaline, la chlorite, la serpentinite, l'agate, le cristal de roche, le calcaire, etc. Les artisans spécialisés dans la réalisation de sceau-cylindres, les lapicides, ont développé au début du IIe millénaire de meilleures techniques de travail de la pierre, notamment pour la perforation. Des ateliers peuvent être distingués par leur style, par exemple deux sont attestés à Sippar, différenciés par la façon dont ils représentent les vêtements des divinités. Les représentations qui sont gravées sur les sceaux-cylindres, pensées pour pouvoir se dérouler en continu, reprennent souvent un type de scène dit « de présentation » déjà courant à la période d'Ur III, mettant en scène trois personnages : un orant, souvent le roi au service duquel est le détenteur du sceau (dont le nom est souvent inscrit), ou d'autres fois le détenteur du sceau lui-même ; une divinité majeure du panthéon, généralement Shamash ou Ishtar, reconnaissable par sa tiare à cornes symbolisant la divinité, et ses attributs propres (par exemple le lion et une massue pour Ishtar) ; une divinité protectrice Lam(m)a, positionnée soit derrière l'orant, soit devant lui, auquel cas elle le tient par la main et l'introduit devant la divinité principale. 

Glyptique
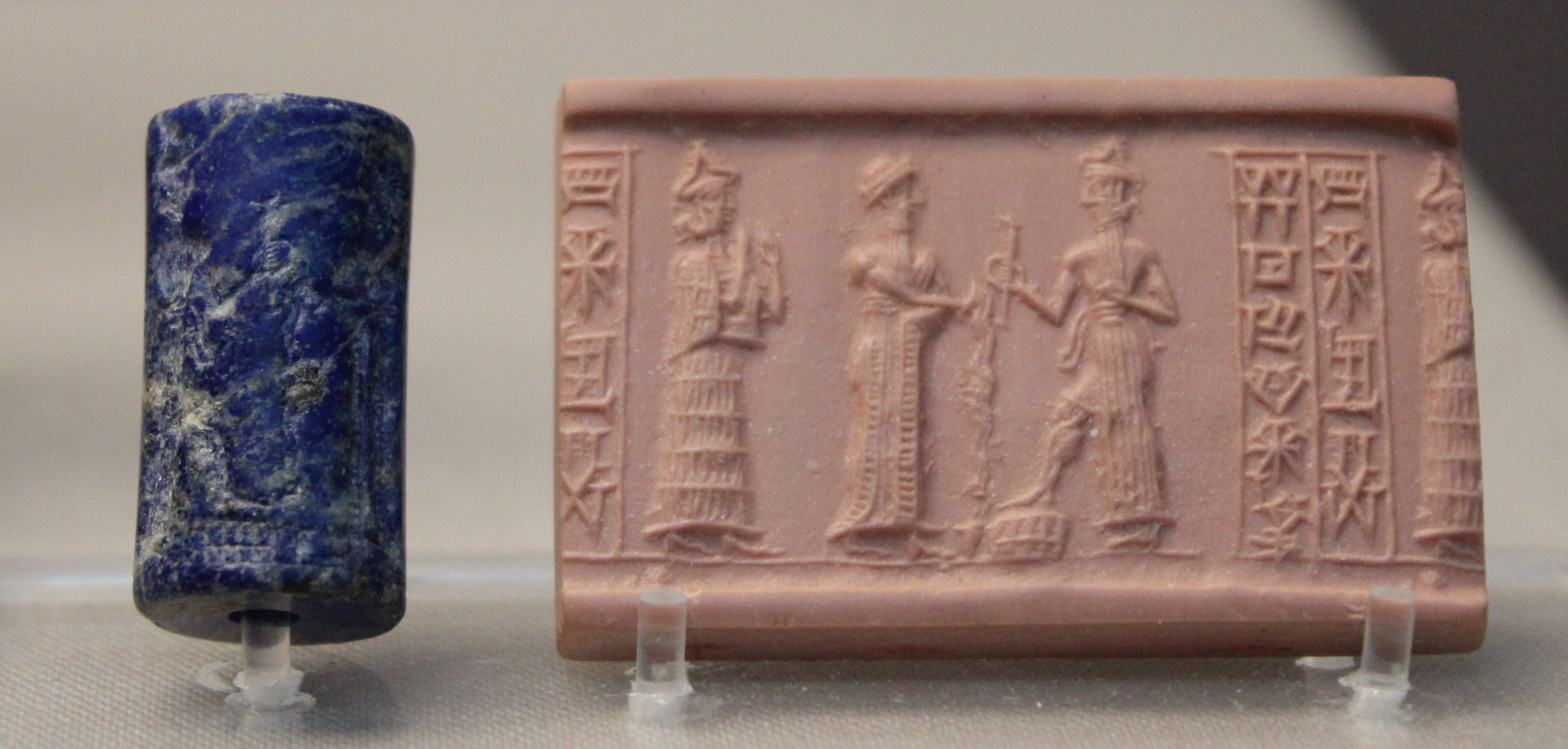
Sceau-cylindre avec impression, représentant un roi versant une libation devant Shamash, qui tient l'anneau et le bâton symbolisant l'équité. Ur, v. 1900 av. J.-C. British Museum.
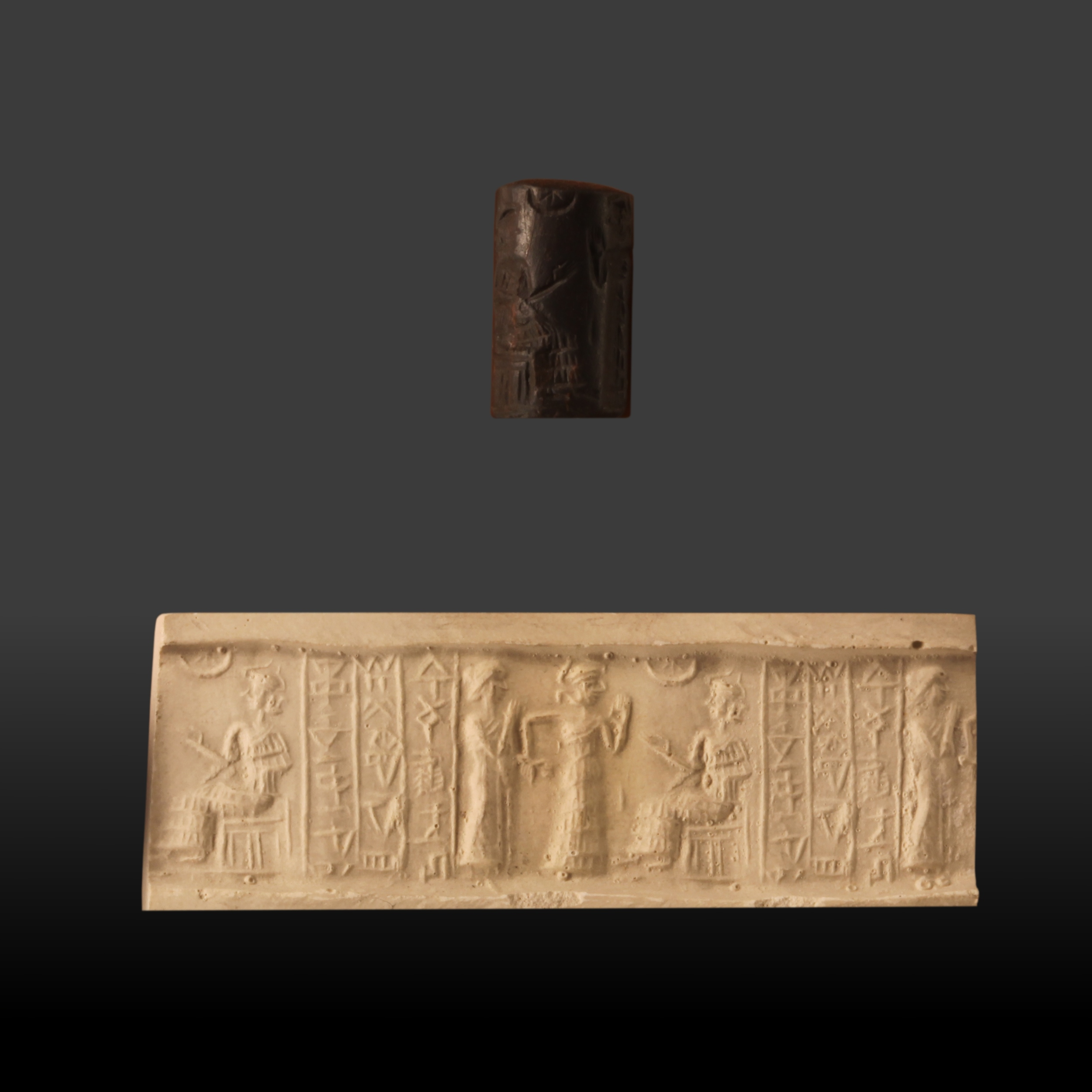
Sceau-cylindre en hématite avec impression de la période de la première dynastie de Babylone, représentant une scène de présentation d'un individu à une divinité, Musée des beaux-arts de Lyon.
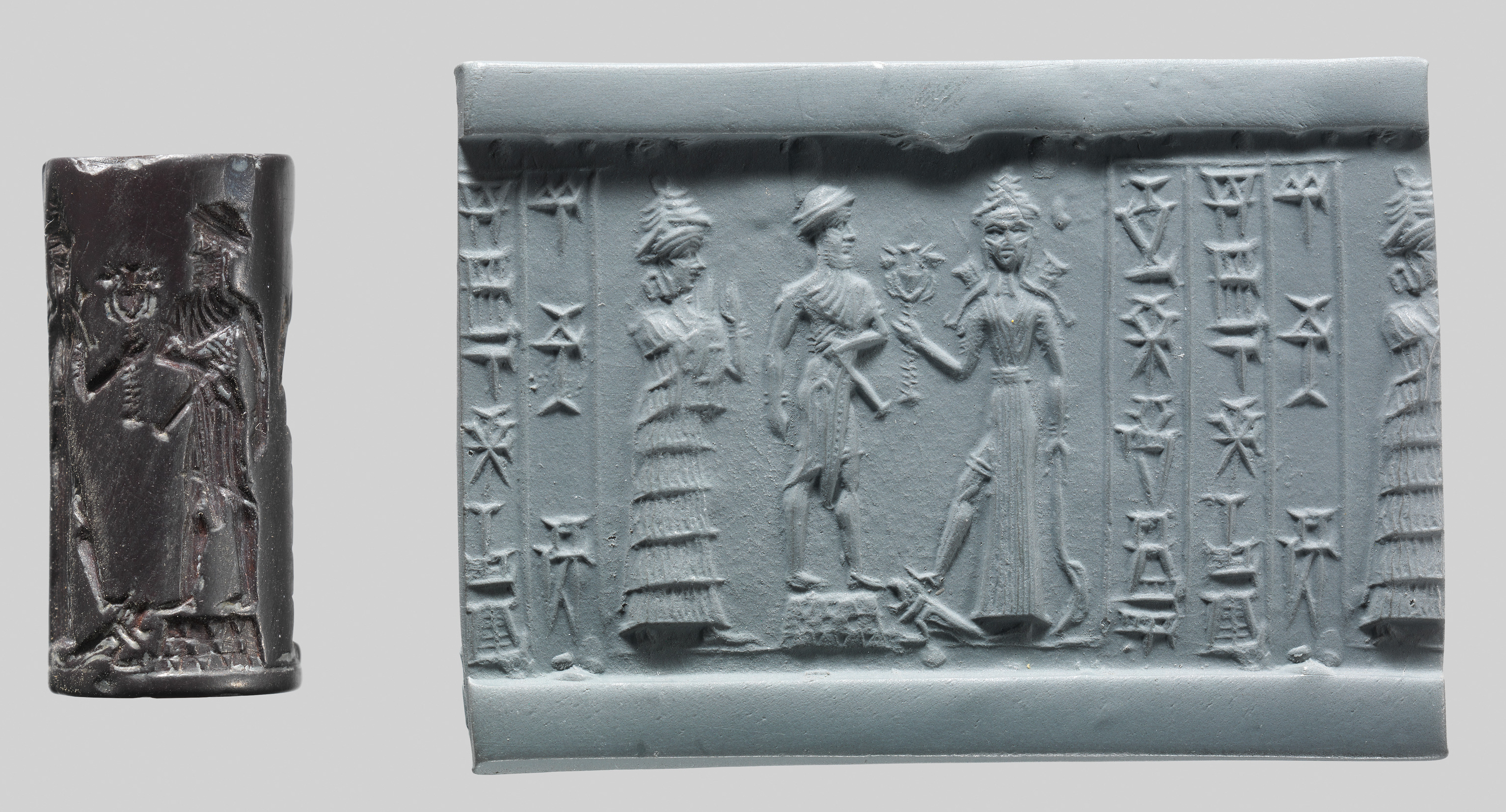
Sceau-cylindre avec empreinte représentant une scène de présentation d'un fidèle devant Ishtar (XVIIIe – XVIIe siècle av. J.-C.). Metropolitan Museum of Art.

### Mésopotamie et civilisation babylonienne
- Béatrice André-Salvini (dir.), Babylone, Paris, Hazan - Musée du Louvre éditions, 2008
- Dominique Charpin, Lire et écrire à Babylone, Paris, Presses universitaires de France, 2008
- Francis Joannès (dir.), Dictionnaire de la civilisation mésopotamienne, Paris, Robert Laffont, coll. « Bouquins », 2001
- Francis Joannès, Les premières civilisations du Proche-Orient, Paris, Belin, 2006
- (en) Gwendolyn Leick (dir.), The Babylonian World, Londres et New York, Routledge, 2007
- (en) John Nicholas Postgate, Early Mesopotamia : Society and Economy at the Dawn of History, Londres et New York, Routledge, 1992
- Bertrand Lafont, Aline Tenu, Philippe Clancier et Francis Joannès, Mésopotamie : De Gilgamesh à Artaban (3300-120 av. J.-C.), Paris, Belin, coll. « Mondes anciens », 2017
- (en) Paul-Alain Beaulieu, A History of Babylon, 2200 BC - AD 75, Hoboken et Oxford, Wiley-Blackwell, 2018, 312 p. (ISBN 978-1-4051-8899-9)

### Période paléo-babylonienne
- Dominique Charpin, Hammu-rabi de Babylone, Paris, Presses universitaires de France, 2003
- (de) Dominique Charpin, Dietz Otto Edzard et Marten Stol, Mesopotamien : Die altbabylonische Zeit, Fribourg et Göttingen, Fribourg Academic Press et Vandenhoeck & Ruprecht, coll. « Orbis Biblicus et Orientalis 160/4 », 2004
- (en) Raymond Westbrook, « Old Babylonian Period », dans Raymond Westbrook (dir.), A History of Ancient Near Eastern Law vol. 1, Leyde, Brill, coll. « Handbuch der Orientalistik », 2003, p. 361-430
- (en) Odette Boivin, « The Kingdom of Babylon and the Kingdom of the Sealand », dans Karen Radner, Nadine Moeller et Daniel T. Potts (dir.), The Oxford History of the Ancient Near East, Volume 2: From the End of the Third Millennium bc to the Fall of Babylon, New York, Oxford University Press, 2020, p. 566-655
- Dominique Charpin, « Civilisation mésopotamienne : La Mésopotamie sous les successeurs de Hammu-rabi », Annuaire du Collège de France 2018-2019. Résumé des cours et travaux, 119e année,‎ 2022, p. 365-381 (DOI 10.4000/annuaire-cdf.17190, lire en ligne).
- Dominique Charpin, « Civilisation mésopotamienne : La Mésopotamie sous les successeurs de Hammu-rabi (suite) », Annuaire du Collège de France 2019-2020. Résumé des cours et travaux, 110e année,‎ 2023, p. 281-303 (DOI 10.4000/annuaire-cdf.18457, lire en ligne).